# Château de Windsor
Pour les articles homonymes, voir Windsor.
Le château de Windsor (en anglais : Windsor Castle) est une forteresse médiévale située à Windsor dans le Berkshire, en Angleterre (Royaume-Uni). Le château est célèbre pour son architecture et parce qu'il est l'une des résidences de la famille royale britannique.
Sa construction commence peu après la conquête de l'Angleterre par Guillaume le Conquérant au XIe siècle. Depuis le règne d'Henri Ier d'Angleterre, le château a abrité de nombreux monarques ; il est le plus ancien palais habité sans interruption en Europe. La chapelle Saint-Georges, construite au XVe siècle, est considérée par l'historien John Martin Robinson comme « l'une des plus grandes réussites de l'architecture gothique anglaise ». Le style raffiné des appartements d'État construits au début du XIXe siècle a été vanté par l'historien de l'art Hugh Roberts, qui parle d'« une magnifique série de salles sans égales, largement considérées comme l'expression la plus élégante et la plus complète de l'art géorgien ».
Initialement construit pour assurer la domination normande sur les faubourgs de Londres et contrôler une portion stratégique de la Tamise, le château de Windsor était composé de trois palissades entourant une motte castrale. Progressivement renforcées par des murs en pierre, les fortifications résistèrent à un siège durant la première guerre des barons au début du XIIIe siècle. Henri III construisit un luxueux palais à l'intérieur de l'enceinte au milieu du siècle et Édouard III poursuivit ces travaux en transformant complètement le château dans ce qui devint le « plus onéreux projet de construction laïc de l'Angleterre médiévale ». Les monarques qui suivirent développèrent encore le château. Sous Henri VIII et Élisabeth Ire, il fut de plus en plus utilisé par la cour et pour les rencontres diplomatiques.
Le château de Windsor survécut à une période tumultueuse durant la première révolution anglaise quand il fut utilisé comme quartier-général par les armées parlementaires et comme une prison pour Charles Ier. Durant la Restauration, Charles II reconstruisit une grande partie du château avec l'aide de l'architecte Hugh May et créa les intérieurs baroques extravagants toujours visibles de nos jours. Après une période d'abandon relatif au XVIIIe siècle, George III et George IV rénovèrent à grands frais le palais de Charles II et donnèrent aux appartements d'État leur aménagement rococo, gothique et baroque. Victoria choisit Windsor comme sa résidence royale durant son long règne. Le château de Windsor fut utilisé comme refuge pour la famille royale durant les bombardements de la Seconde Guerre mondiale.
En 1992, il fut victime d'un grave incendie. Il fut entre sa reconstruction et l’année 2022 tout à la fois une attraction touristique populaire et la résidence préférée de la reine Élisabeth II. Plus de 500 personnes habitent et travaillent aujourd'hui dans le château.

## Architecture

Plan du Château de Windsor : A : Tour Ronde (The round tower) • B : Partie haute du château (The Upper Ward ou The Quadrangle) • C : Appartements d'État (The State Apartments) • D : Private Apartments (appartements privés) • E : Aile sud (South Wing) • F : Partie basse du château (The Lower Ward) • G : Chapelle Saint-Georges (St George's Chapel) • H : Cloître en « fer à cheval » (Horseshoe Cloister) • K : Porte du Roi Henri VIII (King Henry VIII Gate) • L : Long Walk • M : Porte des Normands (Norman Gate) • N : Terrasse nord (North Terrace) • O : Tour Edouard III (Edward III Tower) • T : Tour du Couvre-feu (The Curfew Tower)

Le château de Windsor occupe un vaste site de 52 000 m2, et regroupe plus de 1 000 pièces. Il mêle les caractéristiques d'une fortification, d'un palais et d'une petite ville. Le château actuel est la résultante de plusieurs phases de construction dont la dernière se tint dans les années 1990. Il s'orne ainsi d'éléments médiévaux, gothiques, géorgiens, victoriens, néogothiques et modernes. L'architecte William Whitfield considère que son architecture a une « esthétique fictive certaine » et que les formes pittoresques et gothiques génèrent le « sentiment qu'une représentation théâtrale y est jouée », malgré les efforts de la fin du XXe siècle pour mettre en avant une plus grande partie des éléments anciens et accroître l'impression d'authenticité. Même si elles font l'objet de critiques, l'architecture et l'histoire du palais lui confèrent une « place parmi les plus grands palais européens ».

### Motte castrale
Au cœur du château de Windsor se trouve le Middle Ward centré autour d'une motte castrale de 15 m de haut réalisée avec la craie extraite du fossé d'enceinte. Le donjon, appelé Round Tower (« tour Ronde »), situé au sommet de la motte est basé sur le bâtiment originel du XIIe siècle dont la hauteur fut augmentée de 9 m au XIXe siècle par l'architecte Jeffry Wyattville pour lui donner une taille et une silhouette plus imposante. L'intérieur de la tour Ronde fut modifié en 1991-1993 pour agrandir les locaux des Archives royales et une nouvelle pièce fut construite dans l'espace laissé vacant par Wyattville lors de son extension. La tour Ronde n'est en réalité pas cylindrique du fait de la forme et de la structure de la motte où elle se trouve. La hauteur actuelle de la tour a été critiquée car jugée disproportionnée par rapport à sa largeur ; l'archéologue Tim Tatton-Brown la considère, par exemple, comme une mutilation de l'ancienne structure médiévale. Sur la tour Ronde se trouve le mât principal du château. De ce mât l'étendard royal flotte lorsque le Roi est dans le château. Lorsqu'il est absent, le drapeau du Royaume-Uni est y hissé, et il peut aussi mis en berne aux temps de deuil national.
L'entrée occidentale du Middle Ward est aujourd'hui ouverte et une porte donne accès à la Terrasse nord. La sortie orientale de la cour est gardée par la Norman Gatehouse (« porte des Normands ») qui date cependant du XIVe siècle. Ce corps de garde massif est richement décoré pour offrir une entrée imposante à la partie haute du château ; il possède encore les têtes de lions de l'époque médiévale qui sont des symboles traditionnels de la monarchie. Wyattville modifia l'extérieur de la porte et l'intérieur fut par la suite profondément transformé pour en faire un lieu d'habitation.

### Upper Ward

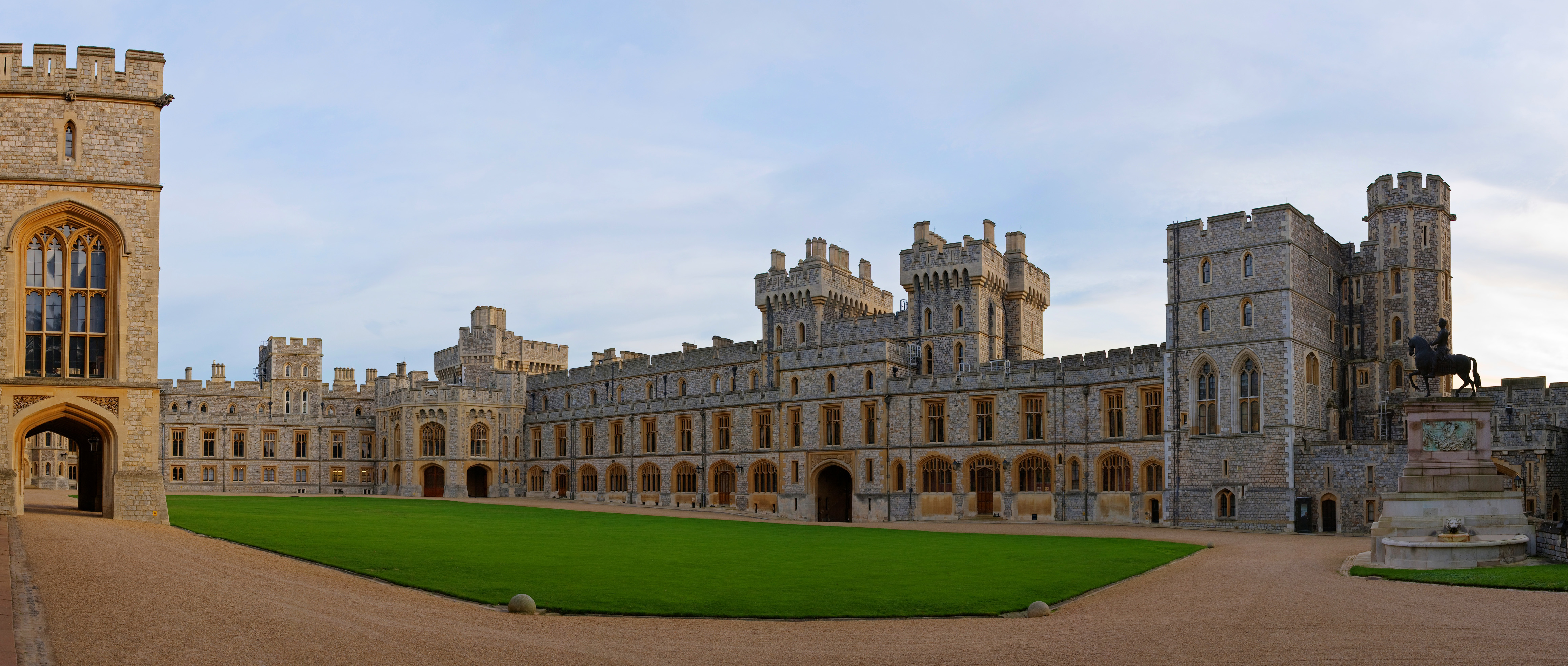
L'aile sud de la partie haute ; l'entrée officielle des appartements d'État est sur la gauche.

La partie haute (Upper Ward) du château de Windsor possède plusieurs bâtiments qui forment une cour carrée centrale. Cette dernière est délimitée par les appartements d'État (State Apartments) au nord, une série de bâtiments à l'est, les appartements privés (Private Apartments) et la porte George IV au sud, la tour Édouard III dans l'angle sud-ouest tandis que la motte et la tour Ronde forment la limite orientale. Une statue de bronze de Charles II se trouve à la base de la tour Ronde. Inspirée par celle de Charles Ier réalisée par Hubert Le Sueur à Londres, la statue fut fondue par Josias Ibach en 1679 et placée sur un piédestal de marbre sculpté par Grinling Gibbons. La partie haute est contiguë à la terrasse nord qui surplombe la Tamise et à la terrasse est qui domine les jardins ; ces deux terrasses furent construites par Hugh May au XVIIe siècle.
La partie haute est traditionnellement jugée comme « une réalisation résolument et délibérément du XIXe siècle… l'image de ce que la pensée du début du XIXe siècle considérait comme devant être un château » du fait des changements importants apportés par Wyattville sous George IV. Les bâtiments de la partie haute sont construits avec de la pierre de Swinley tandis que les détails gothiques sont sculptés dans de la pierre jaune de Bath. Une des caractéristiques de ces bâtiments est l'emploi de petits morceaux de silex dans le mortier pour donner une apparence similaire aux maçonneries de périodes différentes. La silhouette des bâtiments de la partie haute a été influencée par le mouvement pittoresque de la fin du XVIIIe siècle pour lui donner une forme imposante depuis l'extérieur. Les travaux archéologiques et de restauration ayant suivi l'incendie de 1992 ont permis de montrer qu'une grande partie des structures originelles du XIIe siècle ont survécu et ont été intégrées aux modifications apportées par Wyattville.

#### Les appartements d'État

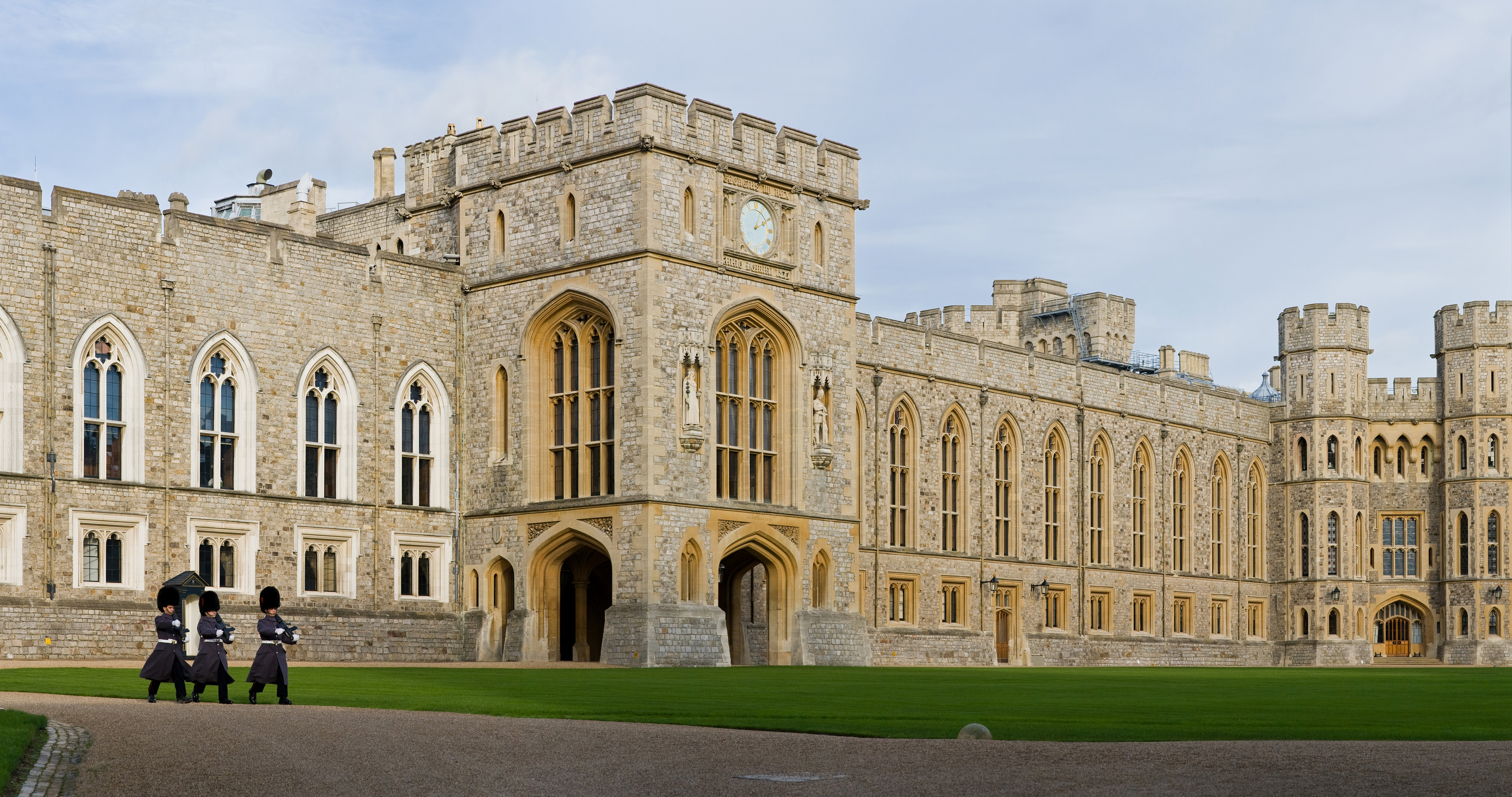
Les appartements d'État avec le St George's Hall au centre et la Guest's Entrance à l'extrême-droite.

Les appartements d'État (State Apartments) forment la plus grande partie du Upper Ward et se trouvent sur le flanc nord de la cour carrée. Le bâtiment moderne a été construit sur les fondations médiévales posées par Édouard III avec un rez-de-chaussée rassemblant les lieux de stockage et un premier étage bien plus grand regroupant les pièces d'habitation. L'agencement du côté occidental du premier étage est essentiellement le travail de l'architecte Hugh May tandis que celui de la moitié orientale représente les plans de Jeffry Wyattville.
L'intérieur des appartements d'État fut essentiellement dessiné par Wyattville au début du XIXe siècle. Ce dernier voulait que chaque pièce possède un style architectural particulier avec les meubles et les décorations correspondantes. Malgré quelques modifications au cours des années, ce concept continue de dominer les appartements. De nombreuses salles de la moitié orientale durent être restaurées à la suite de l'incendie de 1992 avec des méthodes de « restauration équivalentes » ; des matériaux modernes furent utilisés pour rendre aux pièces leur apparence originelle tout en dissimulant des améliorations structurelles,. Ces salles furent également partiellement modifiées lors des restaurations pour se rapprocher des goûts modernes. L'historien de l'art Hugh Roberts qualifie les appartements d'État de « magnifique série de salles sans égales largement considérées comme l'expression la plus élégante et la plus complète de l'art géorgien ». D'autres comme l'architecte Robin Nicolson et le critique d'architecture Hugh Pearman les ont décrits comme « ennuyeux » et « particulièrement sans intérêt ».

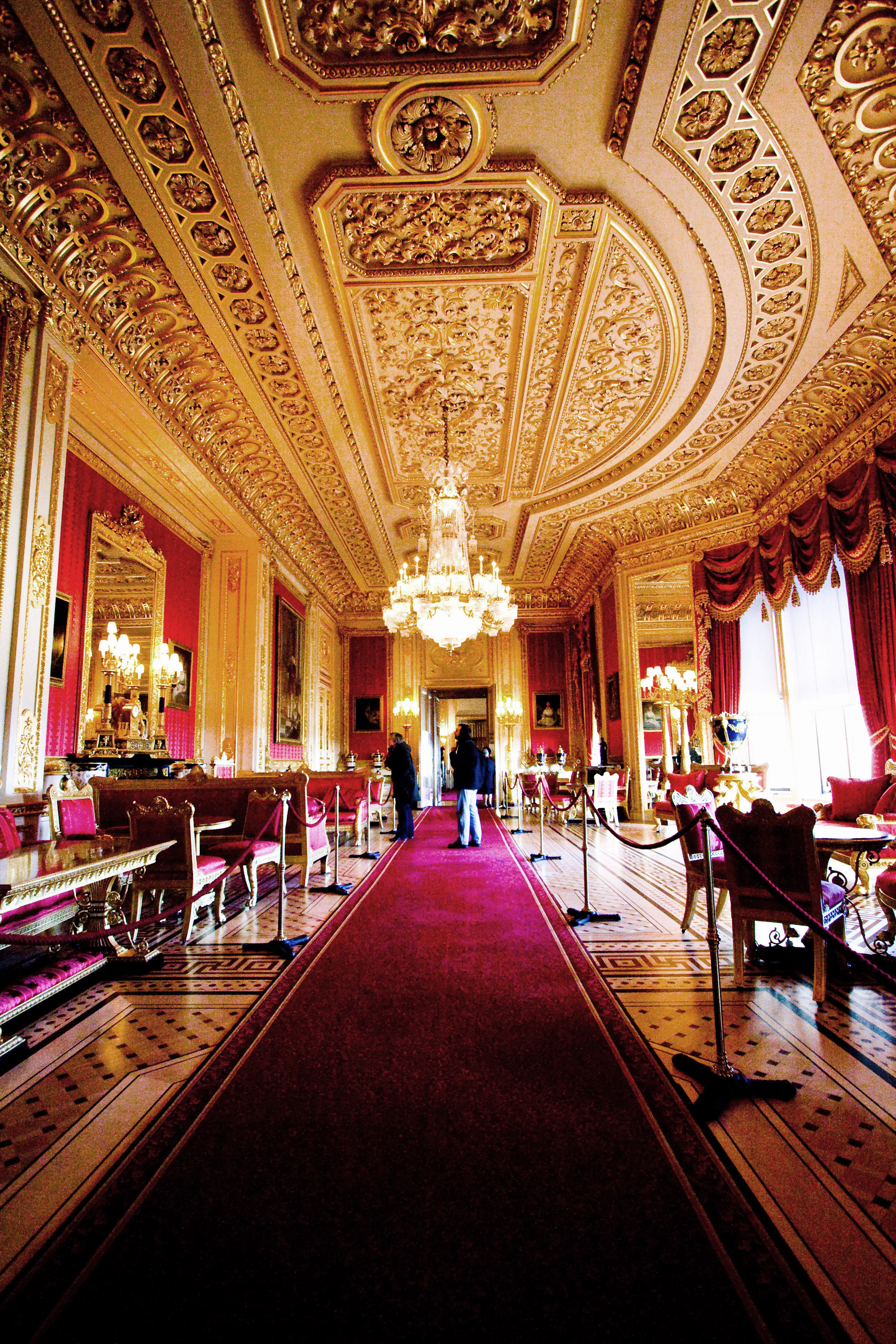
La Crimson Drawing Room en 2007 après les restaurations réalisées à la suite de l'incendie de 1992.

Les travaux les plus célèbres de Wyattville sont les pièces dessinées dans le style rococo qui reprennent les aspects fluides et enjoués de ce mouvement artistique du milieu du XVIIIe siècle, en conservant la décoration originelle de style Louis XV, en les projetant à une échelle bien supérieure. Les études réalisées après l'incendie de 1992 ont montré que de nombreux éléments rococo du château moderne dont on pensait qu'ils dataient du XVIIIe siècle et avaient été transférés depuis Carlton House ou de France étaient en réalité des imitations du XIXe siècle réalisées en plâtre et en bois pour être intégrés aux décorations existantes. La grande salle de réception mesurant 30 m de long et 12 m de haut et qui se trouve sur l'emplacement de la grande salle d'Édouard III est la plus remarquable de ces pièces au style rococo. Le restaurateur en chef, Ian Constantinides, indiqua que la pièce possédait « une forme et des détails grossiers.. complètement éclipsés par l'impression spectaculaire qu'elle offre quand vous êtes à distance ». La salle est décorée par des tapisseries françaises des Gobelins restaurées et même si elle possède moins de feuilles d'or que dans les années 1820, le résultat reste « l'un des plus grands exemples de décoration de la Régence ». Les salles White, Green et Crimson Drawing sont décorées de 62 panneaux de bois sculptés et dorés représentant des armes et des butins de guerre. Restaurés ou remplacés après l'incendie, ces ornements sont célèbres pour leur « vitalité, leur précision et la qualité de leur relief » et avaient été transférés depuis Carlton House en 1826 après avoir été réalisés en France ou par Edward Wyatt. L'ameublement de ces pièces, bien que luxueux, est plus modeste que dans les années 1820 à la fois pour des raisons de goûts que de coût.
Le dessin de Wyattville conserve trois pièces construites par Hugh May au XVIIe siècle avec le peintre Antonio Verrio et le sculpteur Grinling Gibbons. La Queen's Presence Chamber, la Queen's Audience Chamber et la King's Dining Room sont d'un style baroque franco-italien caractérisé par des « intérieurs dorés enrichis par des fresques rococos » introduit pour la première fois en Angleterre en 1648-1650 à la Wilton House. Les peintures de Verrio sont « baignées dans l'esprit médiéval » et les images classiques. Ces pièces devaient montrer une « fusion baroque » britannique innovante des arts jusque-là séparés de l'architecture, de la peinture et de la sculpture.

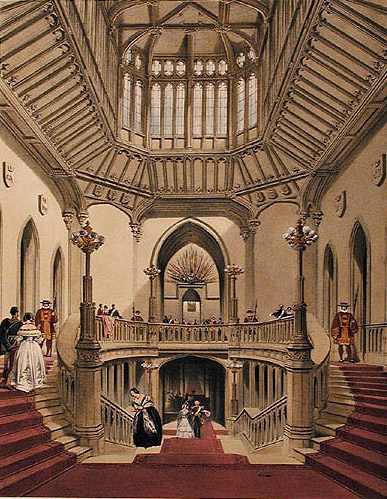
Le grand escalier d'Anthony Salvin en 1848

Une poignée de pièces dans les appartements d'État modernes possède un style gothique victorien. La State Dining Room dont la décoration actuelle datait des années 1850 mais fut gravement endommagée lors de l'incendie de 1992 a été restaurée pour lui rendre l'apparence qu'elle avait dans les années 1920, avant le retrait de certains éléments dorés des pilastres. Le grand escalier de pierre d'Anthony Salvin de style gothique mène à une grande salle à deux étages éclairée par une tour-lanterne appelée le Grand Vestibule conçu par James Wyatt et réalisé par Francis Bernasconi. L'escalier a été critiqué par l'historien John Robinson comme étant distinctement inférieur aux autres escaliers construits dans le château par Wyatt et May.
Certaines parties des appartements d'État furent complètement détruites dans l'incendie de 1992 et furent reconstruites dans un style appelé « gothique downesien » d'après l'architecte Giles Downes responsable de la restauration,. Le style possède « la cohérence systématique plutôt dépouillée et simple du modernisme avec une réinterprétation de la tradition gothique ». Downes avance que le style évite la « décoration rococo » et met l'accent sur une structure gothique fluide et organique. Downes reconstruisit trois salles à Windsor. Le nouveau plafond du St George's Hall est la plus grande structure en chêne vert depuis le Moyen Âge et est décorée avec des boucliers colorés célébrant l'élément héraldique de l'ordre de la Jarretière. La structure tente de créer l'illusion d'une hauteur plus importante grâce à la charpenterie en bois gothique sous le plafond. Le Lantern Lobby possède d'élégantes colonnes en chêne formant une voûte imitant la fleur d'un arum. La nouvelle Private Chapel est relativement petite et ne peut accueillir que trente personnes ; elle associe les éléments architecturaux du toit du St George's Hall avec le Lantern Lobby et la structure en arche abrupte de la chapelle Henri VIII du château de Hampton Court. La Great Kitchen avec sa lanterne du XIVe siècle située le long des cheminées et des tables gothiques est également le produit de la reconstruction après l'incendie.
Le rez-de-chaussée des appartements d'État conserve divers éléments médiévaux dont le Great Undercroft du XIVe siècle, long de 60 m et large de 9 m. Avant l'incendie de 1992, l'Undercroft était divisé en petites salles mais les cloisons ont été détruites pour en faire un espace unique même si le sol reste artificiellement surélevé pour des raisons pratiques.

### Lower Ward

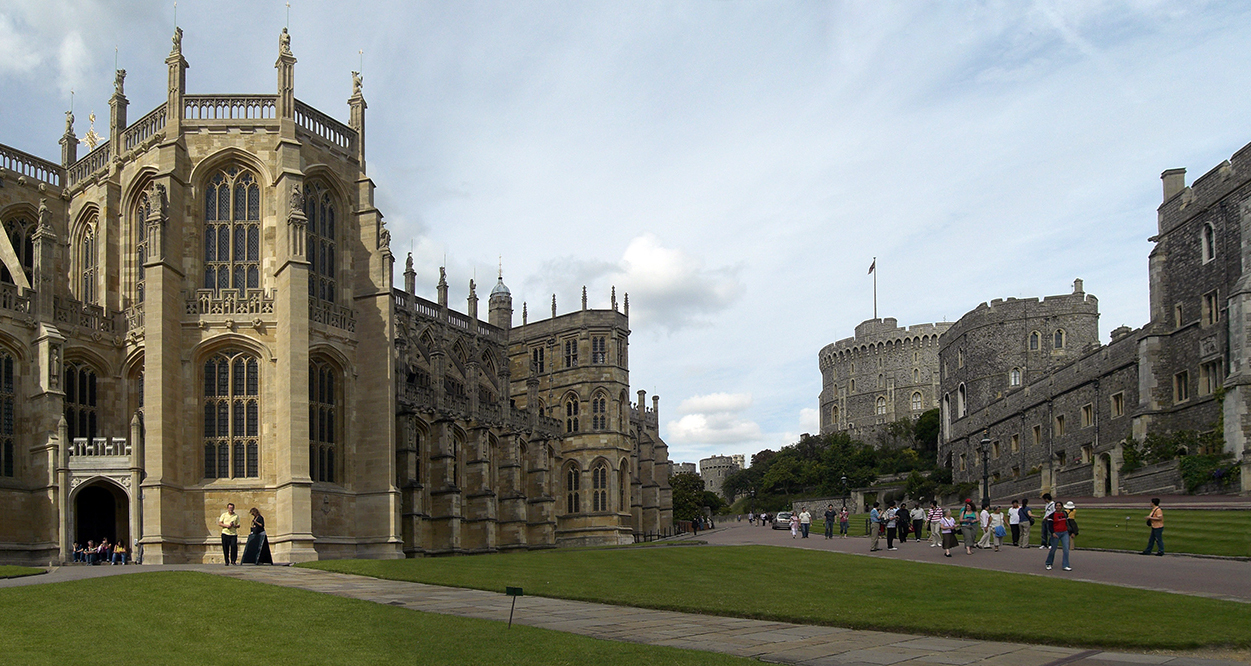
La partie basse avec de gauche à droite, la chapelle Saint-Georges, la Lady Chapel, la tour Ronde, les logements des chevaliers militaires et la résidence de leur gouverneur.

La partie basse (Lower Ward) se trouve à l'ouest de la tour Ronde. De conception largement médiévale, la plus grande partie des bâtiments furent rénovés et reconstruits au milieu du XIXe siècle par Anthony Salvin et Édouard Blore pour former une « composition gothique cohérente ».
Le côté nord de la partie basse du château de Windsor accueille la chapelle Saint-Georges qui est la chapelle officielle de l'ordre de la Jarretière et fut construite entre la fin du XVe et le début du XIXe siècle dans le style gothique. Les stalles de bois décorées ont été réalisées au XVe siècle puis restaurées par Henry Emlyn à la fin du XVIIIe siècle ; elles portent des plaques de cuivre arborant les armes de l'ordre de la Jarretière. Du côté occidental, la chapelle possède une grande porte victorienne et un escalier utilisé pour les cérémonies. Les vitraux orientaux sont victoriens tandis que les oriels du côté nord ont été construits par Henri VIII pour Catherine d'Aragon. La chapelle est une nécropole royale et de nombreux rois et reines y sont inhumées. La chapelle est considérée par l'historien John Robinson comme « l'une des plus grandes réussites de l'architecture gothique anglaise ».

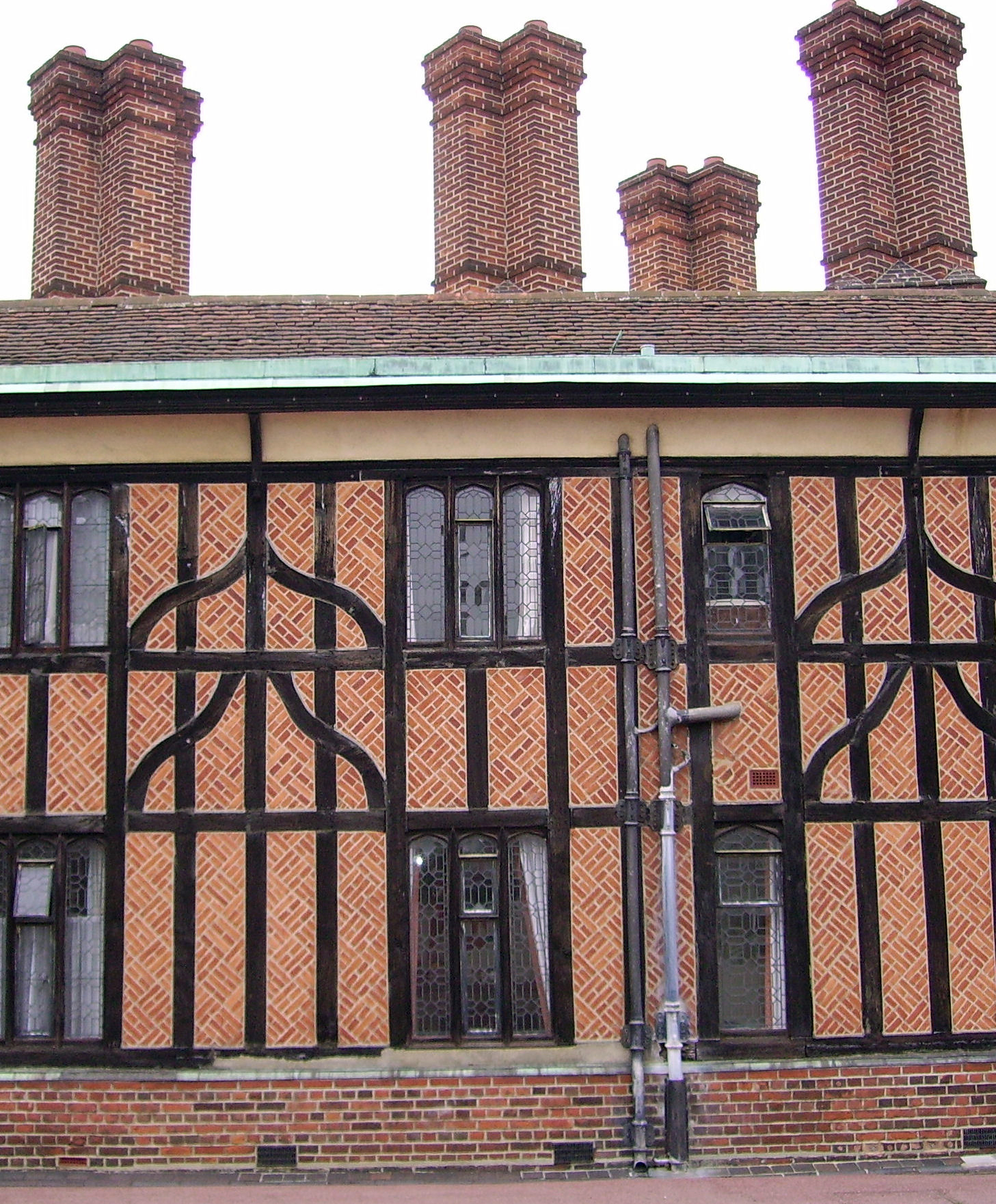
Le cloître en « fer à cheval » datant de 1480 puis reconstruit au XIXe siècle.

À l'extrémité orientale de la chapelle Saint-Georges se trouve la Lady Chapel construite par Henri III au XIIIe siècle puis transformée en mémorial entre 1863 et 1873 par George Gilbert Scott en l'honneur de l'époux de la reine Victoria, le prince Albert ; les somptueuses décorations en marbre, en verre et en bronze ont été réalisées par Henri de Triqueti, Susan Durant, Alfred Gilbert et Antonio Salviati (en). La porte orientale de la chapelle couverte de ferronneries décoratives est la porte originelle de 1246.
À l'extrémité occidentale de la partie basse se trouve le cloître en « fer à cheval » (Horseshoe Cloister) construit en 1480 près de la chapelle pour accueillir son clergé. George Gilbert Scott restaura profondément le bâtiment en 1871 et il reste peu d'éléments de la structure originelle. D'autres constructions de l'époque d'Édouard III se trouvent à proximité du cloître et présentent des traceries perpendiculaires. En 2011, elles abritent des bureaux, une bibliothèque et les résidences du doyen et des chanoines.
La tour du Couvre-feu (Curfew Tower), située derrière le cloître, est l'une des structures les plus anciennes de la partie basse car elle date du XIIIe siècle. L'intérieur de la tour abrite un ancien donjon et les restes d'une poterne. L'étage supérieur accueille les cloches du château qui y furent installées en 1478 et l'horloge du château datant de 1689. Le toit conique de style français a été réalisé au XIXe siècle par Anthony Salvin sur le modèle de la cité de Carcassonne remodelée par Eugène Viollet-le-Duc.
Du côté occidental de la partie basse se trouve une série de bâtiments datant du XVIe siècle accueillant les logements des chevaliers militaires et la résidence de leur gouverneur. Ces chevaliers assurent les services religieux dans la chapelle Saint-Georges et représentent l'ordre de la Jarretière chaque dimanche. Sur le côté sud de la partie basse, la porte Henri VIII porte les armoiries de Catherine d'Aragon et forme l'entrée principale du château.

### Parcs
Comme le château de Windsor se trouve au sommet d'une colline abrupte, ses jardins sont limités en taille et se réduisent à une petite terrasse réalisée au XXe siècle juste à côté de la partie haute. Le vaste espace vert situé à l'est de la partie haute est une création du XIXe siècle appelée Home Park. Ce parc de 65 ha comprend des espaces verts, des jardins, des travées d'arbres ainsi que des terres cultivées et divers bâtiments utilisés par la famille royale et certains employés. L'école privée St George's située dans le Home Park juste au nord du château fournit la chorale de la chapelle Saint-George tandis que l'Eton College se trouve à quelques centaines de mètres du château de l'autre côté de la Tamise. La Long Walk large de 75 m et bordée de deux travées d'arbres s'étend sur près de 5 km au sud du château. Les ormes plantés au XVIIe siècle et atteints par la graphiose ont été en grande partie remplacés par des platanes et des marronniers après 1945. Le Home Park se trouve au nord du Windsor Great Park (« Grand Parc de Windsor ») de 2 020 ha qui abrite des centaines de cerfs dans certaines des plus anciennes forêts d'Europe. Le domaine abrite aussi un parc public qui accueille plus de deux millions et demi de visiteurs par an.

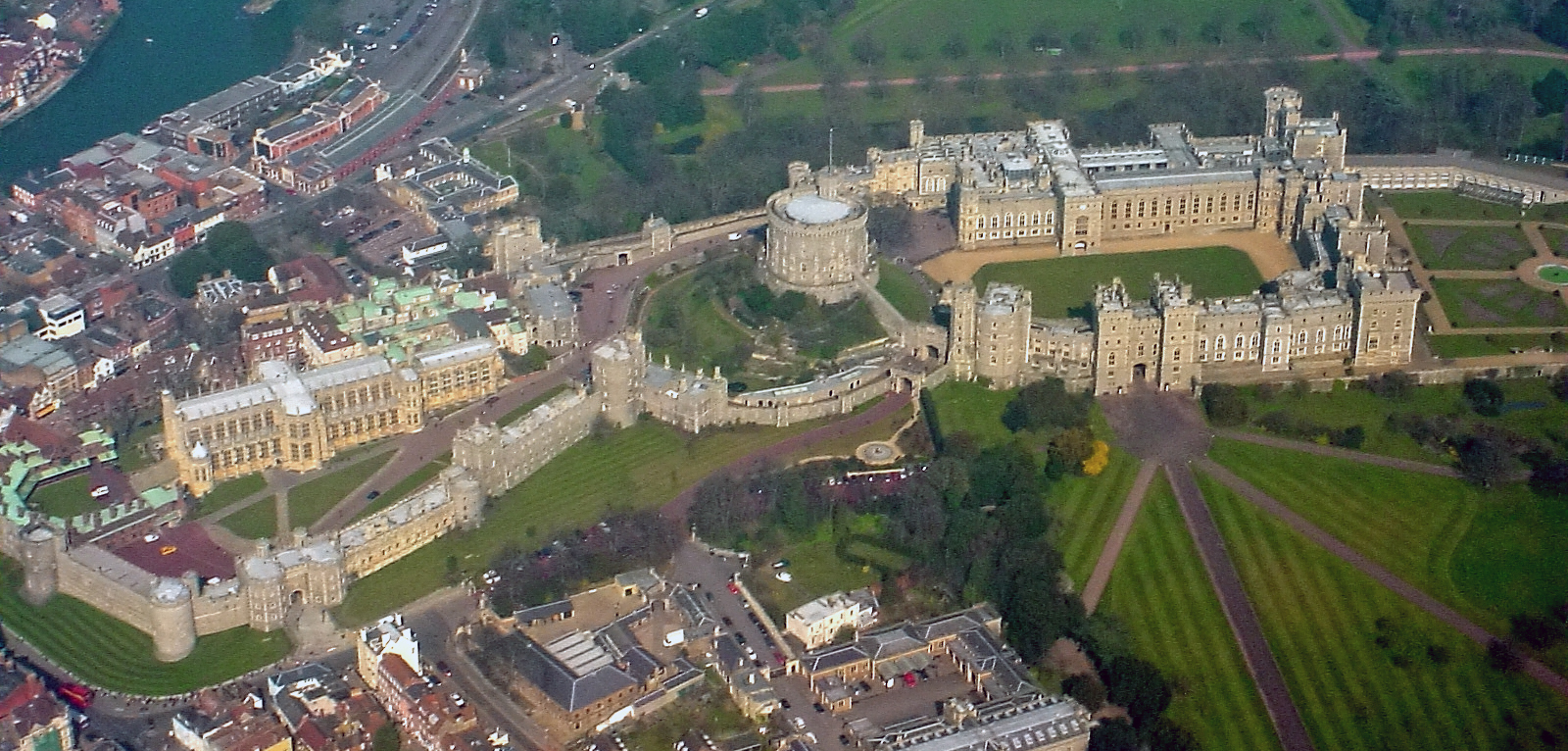
Photographie aérienne du château de Windsor avec de gauche à droite, le Lower Ward, la tour Ronde, l'Upper Ward et le début de la Long Walk en bas à droite. La Tamise est visible dans le coin supérieur gauche de la photographie.

## Histoire

### XIeetXIIesiècles

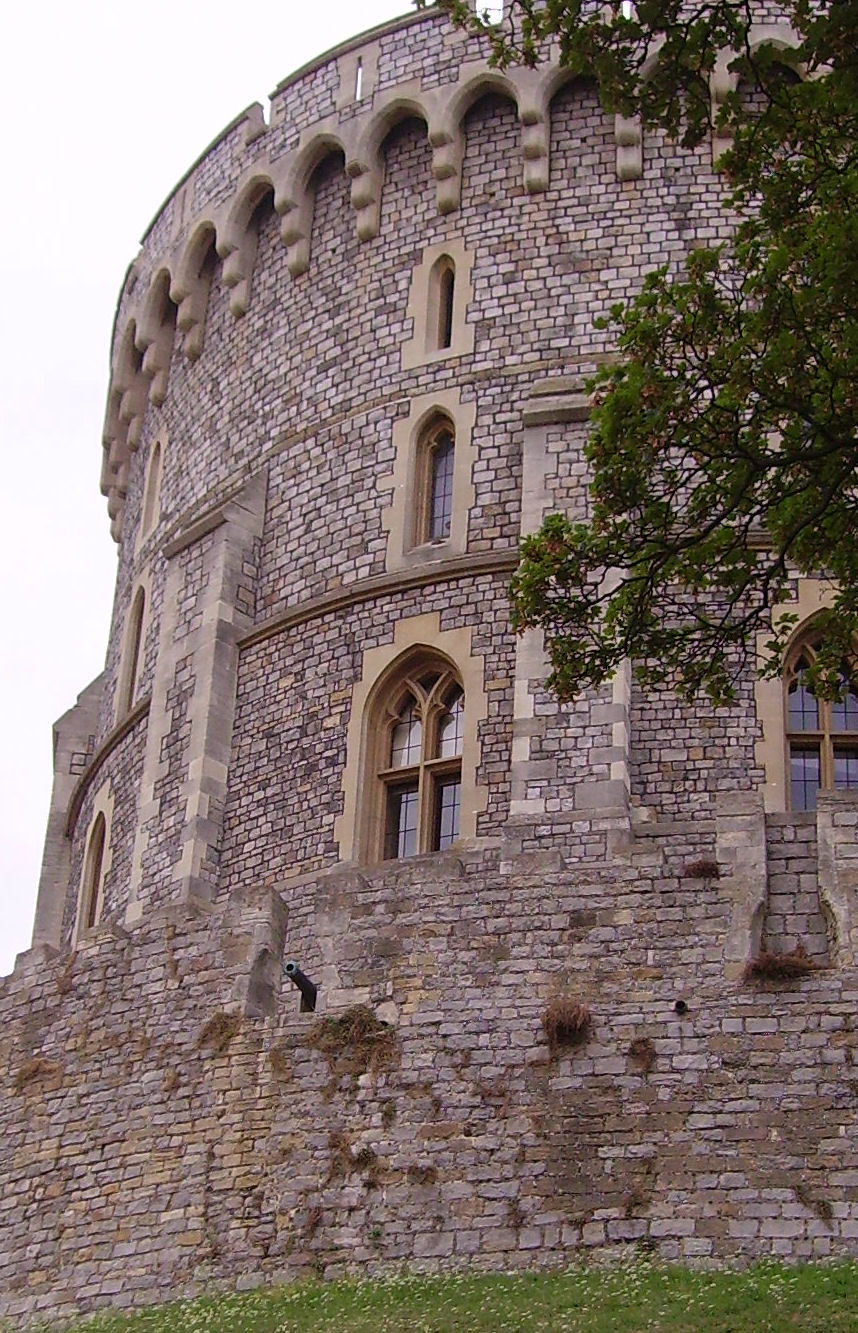
La tour Ronde construite par Henri II et remodelée au XIXe siècle

La construction du château de Windsor commença dans la décennie qui suivit la conquête normande de l'Angleterre par  Guillaume le Conquérant en 1066. Guillaume fit construire une série de forteresses autour de Londres situées chacune à environ 30 km de la ville et du château suivant, ce qui permettait de déployer rapidement des renforts en cas de besoin. Le château de Windsor était stratégiquement positionné à proximité de la Tamise, une importante route commerciale, et de la forêt de Windsor, un terrain de chasse auparavant utilisé par les rois anglo-saxons. La ville voisine de Clivore ou Clewer était une ancienne résidence anglo-saxonne. La première fortification se limitait à un donjon situé au sommet d'une motte artificielle protégée par un petit mur d'enceinte en bois ; l'ensemble occupait un promontoire de craie s'élevant à 30 m au-dessus de la rivière. Une seconde palissade de bois fut construite à l'est du donjon sur ce qui devint la partie haute actuelle. À la fin du XIe siècle, un autre mur d'enceinte fut construit à l'ouest créant ainsi la forme actuelle du château,. De par sa conception, Windsor ressemblait fortement au château d'Arundel, une autre fortification du début de la période normande mais la forme avec deux enceintes le rapprochait des châteaux de Rockingham et d'Alnwick.
Windsor ne servit initialement pas de résidence royale car les premiers rois normands préféraient l'ancien palais d'Édouard le Confesseur dans le village d'Old Windsor à quelques kilomètres au sud-est. Le premier à habiter le château de Windsor fut Henri Ier qui célébra la Pentecôte au château en 1110 durant une période d'insécurité grandissante. Le mariage d'Henri Ier avec Adélaïde, la fille de Godefroid Ier de Louvain eut lieu dans le château en 1121. Les preuves archéologiques montrent que la partie sud de la motte s'affaissa de plus de 2 m vers cette période. Une ossature en bois fut installée pour soutenir la motte et l'ancien donjon en bois fut remplacé par une nouvelle structure en pierre avec une entrée au nord-est et un nouveau puits en pierre.
Henri II monta sur le trône en 1154 et agrandit considérablement Windsor entre 1165 et 1179. Il remplaça la palissade de bois entourant la partie haute avec un mur et des tours de pierre et construisit la première King's Gate. Le premier donjon de pierre continuait de s'affaisser et des fissures commencèrent à apparaître sur le flanc sud. Henri fit reconstruire le donjon avec une chemise mais déplaça les murs au bord de la motte pour réduire la pression et il ajouta de solides fondations sur le côté sud pour offrir un soutien supplémentaire. Henri modifia également l'intérieur du château et les lieux d'habitation. La plus grande partie des travaux fut réalisée avec de la pierre de Swinley tandis que la pierre de Bedfordshire fut utilisée pour les structures intérieures.

### XIIIesiècle

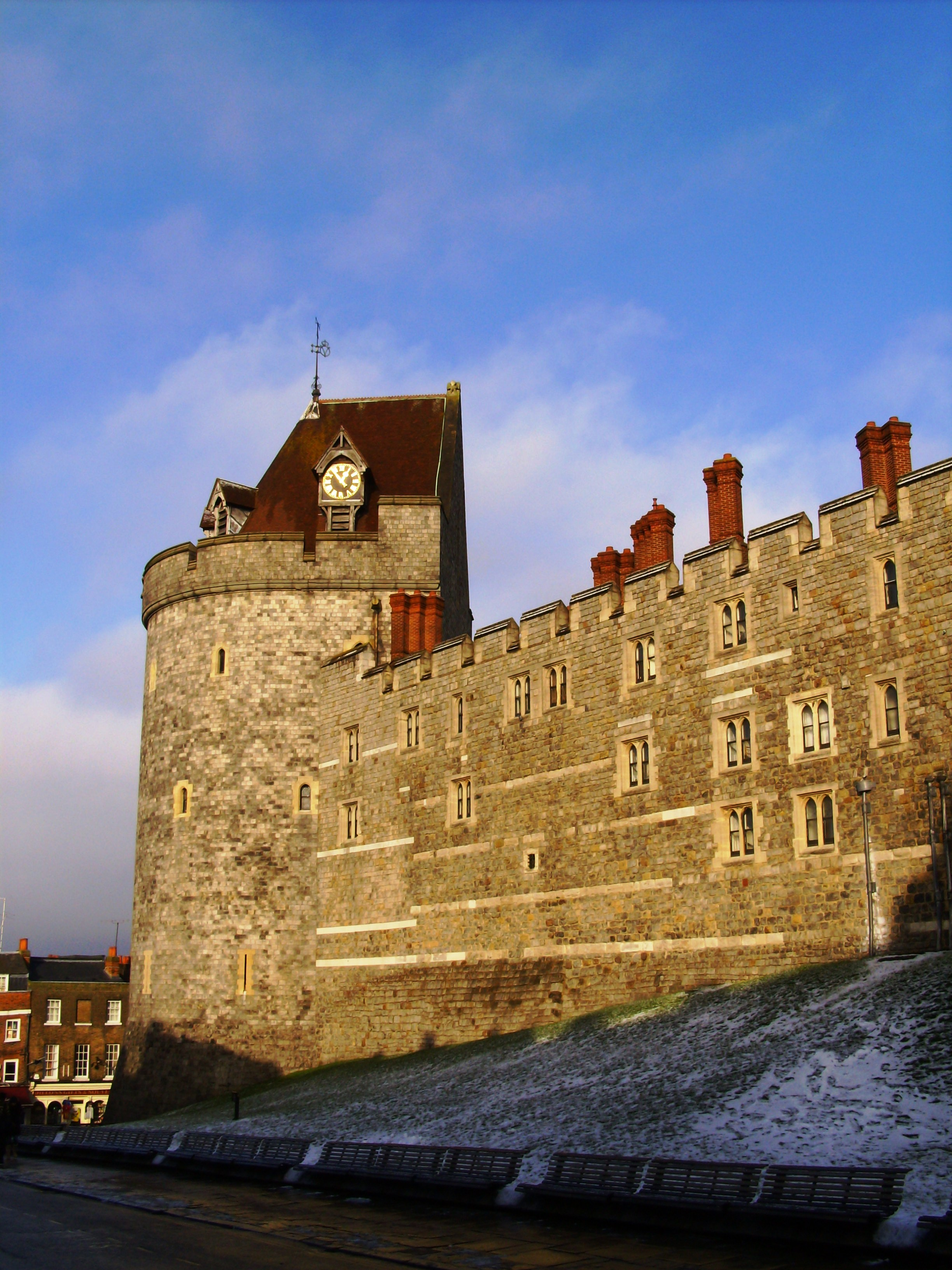
La tour du Couvre-feu dans la partie basse construite par Henri III et modifiée au XIXe siècle.

Jean d'Angleterre entreprit quelques travaux de construction à Windsor mais s'intéressa davantage aux lieux d'habitation qu'aux défenses. Le château fut assiégé durant la révolte des barons anglais en 1214 et Jean y habita durant les négociations sur la Magna Carta dans la ville voisine de Runnymede en 1215. Le château fut à nouveau assiégé l'année suivante par les troupes françaises et des barons sous le commandement du comte de Nevers mais ils furent repoussés par le connétable de Jean, Engelard de Cigogné (en).
Les dégâts reçus durant le second siège furent rapidement réparés en 1216 et 1221 par Cigogné pour le compte du successeur de Jean, Henri III, et les défenses furent renforcées. Les palissades de la partie basse furent reconstruites avec de la pierre et un corps de garde fut construit à l'emplacement de la future porte Henri VIII entre 1224 et 1230. Trois nouvelles tours, Curfew (« Couvre-feu »), Garter (« Jarretière ») et Salisbury furent construites sur le mur occidental de la partie basse. La défense du Middle Ward fut fortement renforcée par la construction d'un mur de pierre au sud protégé par les nouvelles tours Édouard III et Henri III à chaque extrémité.
Le château de Windsor était l'une des trois résidences favorites d'Henri III et il investit largement dans les logements royaux,. À la suite de son mariage avec Éléonore de Provence, Henri construisit un palais luxueux entre 1240 et 1263 autour d'une cour du côté nord de la partie haute qui était essentiellement destiné à la reine et à ses enfants. Dans la partie inférieure, le roi ordonna la construction d'une série de bâtiments pour son usage personnel le long du mur sud dont une chapelle de 21 m de long qui fut par la suite appelée Lady Chapel. Il s'agissait de la plus grande des nombreuses chapelles construites pour son propre usage et était comparable en taille et en décoration à la Sainte-Chapelle de Paris. Henri III répara le Grand Hall qui se trouvait sur le côté nord de la partie inférieure et l'agrandit avec une nouvelle cuisine et fit construire un chemin couvert entre les deux bâtiments. Les travaux d'Henri III étaient caractérisés par de riches décorations qui formaient « l'une des plus grandes réussites de l'art médiéval anglais ». Le résultat des constructions fut de créer une division, encore existante, entre une partie haute destinée à un usage privé et une partie basse plus ouverte sur l'extérieur. Il y eut peu d'autres constructions importantes durant le XIIIe siècle ; le Grand Hall dans la partie basse fut détruit par un incendie en 1296 mais ne fut pas reconstruit.

### XIVesiècle
Édouard III est né au château de Windsor en 1312 et y résida tout au long de son règne. En 1344, le roi annonça la création de l'ordre de la Table ronde et ordonna la construction d'un nouveau bâtiment pour accueillir le siège de l'ordre dans le château mais ce dernier ne fut jamais terminé. Selon les chroniqueurs, il s'agissait d'un bâtiment circulaire de 61 m de diamètre probablement situé au centre de la partie haute,. Peu après, Édouard abandonna l'idée pour des raisons inconnues et fonda l'ordre de la Jarretière dont il établit le siège dans le château de Windsor. Dans le cadre de ces projets, Édouard III décida de reconstruire le château de Windsor et en particulier le palais d'Henri III pour y construire une nouvelle structure qui symboliserait le pouvoir royal et la chevalerie. Édouard III était influencé par les succès militaires de son grand-père, Édouard Ier et par le déclin de l'autorité royale sous le règne de son père, Édouard II, et cherchait à produire une « architecture novatrice, martiale et intrinsèquement artistique ».

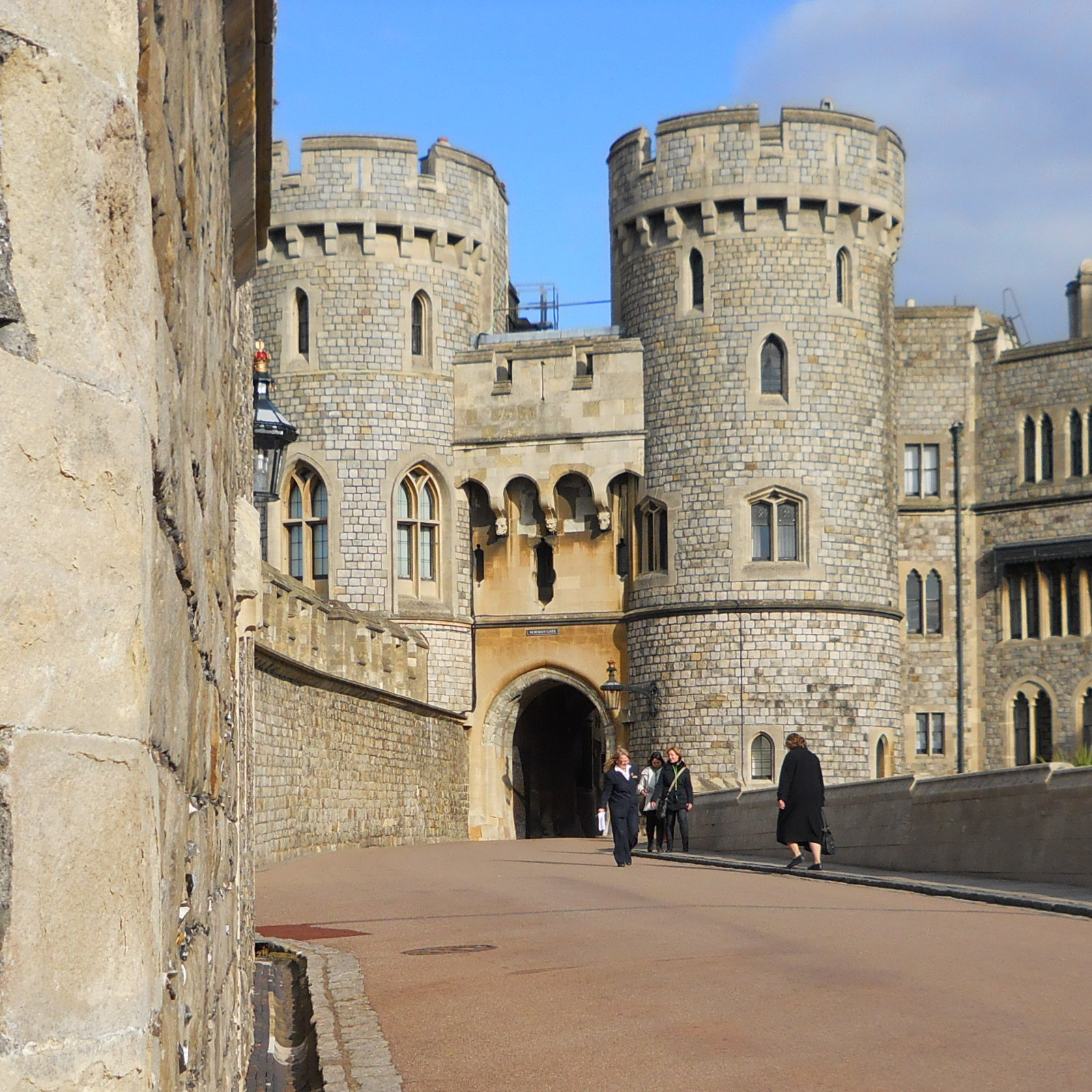
La porte des Normands construite sous Édouard III et modifiée au XIXe siècle.

William de Wykeham fut chargé de la supervision des travaux du nouveau château et pendant les constructions, Édouard III résida dans des appartements temporaires dans la tour Ronde. Entre 1350 et 1377, Édouard III dépensa 51 000 £ pour rénover le château, ce qui représentait plus d'une fois et demi les revenus annuels de la Couronne. Les rançons obtenues à la suite des succès d'Édouard III à Crécy, Calais et Poitiers couvrirent une partie des coûts de construction. Le château de Windsor était déjà une structure imposante avant les travaux d'Édouard III et ses ajouts, essentiellement consacrés à de riches décorations, le rendirent d'autant plus impressionnant,. Le château fut le « projet de construction laïc le plus onéreux de l'Angleterre médiévale ».
Le nouveau palais d'Édouard III comprenait trois cours le long du côté nord de la partie haute appelées Little Cloister (« petit cloître »), King's Cloister (« cloître du roi ») et Kitchen Court (« cour de la cuisine »). À l'avant du palais se trouvait le St George's Hall qui rassemblait une nouvelle salle et une nouvelle chapelle. Le bâtiment possédait deux corps de garde symétriques, la Spicerie Gatehouse et la Kitchen Gatehouse. La première était l'entrée principale du palais tandis que la seconde menait simplement à la cour de la cuisine,. La grande salle possédait de nombreuses fenêtres de grande taille donnant sur la cour. Le bâtiment possédait une toiture linéaire inhabituelle et sa hauteur plus importante que n'importe quel autre édifice du palais en faisait certainement une structure distinctive du château,. La tour Rose, conçue pour l'usage privé du roi, formait l'extrémité occidentale du bâtiment. Le résultat était un « grand palais architecturalement uni… uniforme de toutes les manières que ce soit pour la ligne du toit, la hauteur des fenêtres, le niveau des corniches et des planchers et la hauteur des plafonds ». À l'exception de la grande salle, de la chapelle et de la grande chambre, tous les nouveaux intérieurs avaient des tailles similaires,. Les éléments défensifs avaient en revanche une valeur symbolique, probablement pour fournir une toile de fond aux tournois se déroulant dans le château.
Édouard III fit construire de nouveaux logements luxueux et indépendants pour les membres de sa cour dans les coins est et sud de la partie haute qui donnèrent sa forme actuelle à la cour carrée. La porte des Normands (Norman Gate) fut construite pour protéger l'entrée occidentale de la partie haute. Dans la partie basse, la chapelle Saint-George fut agrandie et de nouveaux bâtiments destinés aux chanoines furent construits sur son flanc nord. Sur les 450 horloges du château, la plus ancienne à échappement d'Angleterre fut installée par Édouard III dans la tour Ronde en 1354. William de Wykeham fut ensuite chargé de la construction du New College d'Oxford et du Winchester College et l'influence du château du Windsor y est clairement visible.

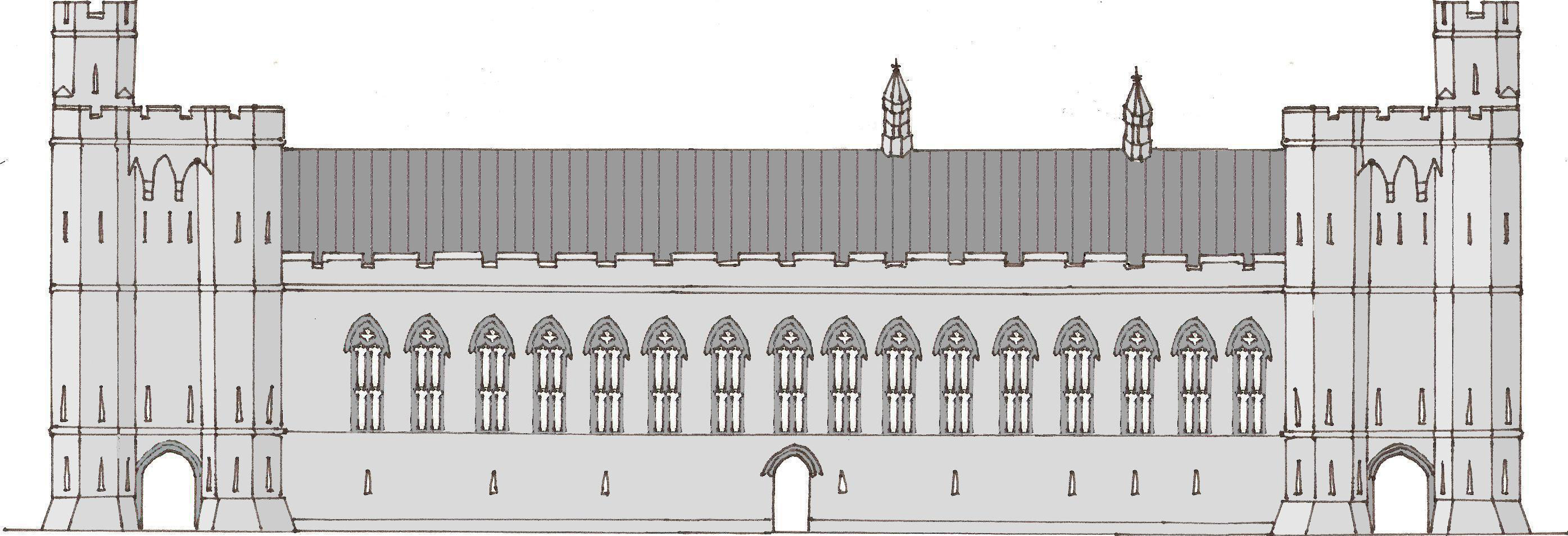
Reproduction du St George's Hall construit sous avec de gauche à droite, la Spicerie Gatehouse, la chapelle, la grande salle et la Kitchen Gatehouse.

Le nouveau château servit de prison pour les prisonniers français capturés à Poitiers en 1357 dont le roi Jean le Bon qui ne fut libéré qu'en échange d'une forte rançon, 215 000 livres, soit presque le triple du budget royal. Par la suite, Richard II résida souvent dans le château et entreprit des travaux de restauration de la chapelle Saint-George qui furent supervisés par Geoffrey Chaucer.

### XVesiècle

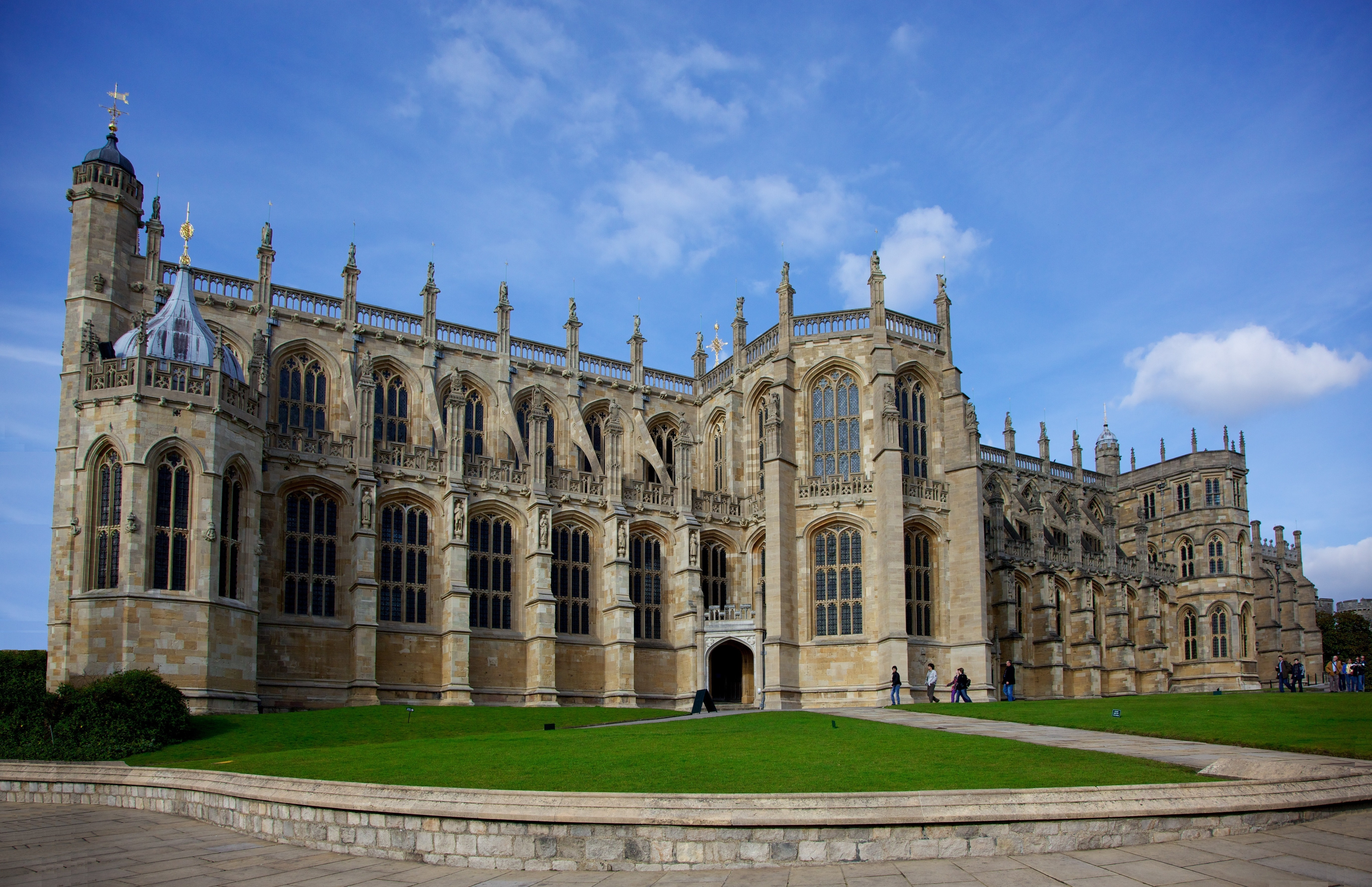
La chapelle Saint-George dont la construction commença en 1475 sous le règne d'Édouard IV.

Les monarques anglais du XVe siècle continuèrent d'apprécier le château de Windsor même si l'Angleterre s'enfonçait dans le chaos politique. Henri IV s'empara du château durant son coup d'État en 1399 même s'il ne parvint pas à capturer Richard II qui s'était réfugié à Londres. En 1417, sous le règne d'Henri V, l'empereur du Saint-Empire romain germanique, Sigismond Ier y résida lors d'un important événement diplomatique qui poussa à l'extrême les capacités d'accueil du château.
Au milieu du XVe siècle, l'Angleterre était de plus en plus divisée entre les maisons rivales de Lancastre et d'York. Les châteaux comme celui de Windsor ne jouèrent pas un rôle décisif dans la guerre des Deux-Roses (1455-1485) qui fut essentiellement menée sous la forme de batailles rangées entre les deux camps. Henri VI, né au château de Windsor et appelé Henri de Windsor, devint roi à l'âge de neuf mois. La longue période de régence et les tensions grandissantes entre ses partisans lancastriens et les Yorkistes détournèrent son attention du château. Les cérémonies de l'ordre de la Jarretière et les autres célébrations au château devinrent moins fréquentes et rassemblaient moins de participants.
Édouard IV s'empara du pouvoir en 1461. Lorsqu'il captura l'épouse d'Henri VI, Marguerite d'Anjou, elle fut emprisonnée dans le château. Édouard IV ressuscita l'ordre de la Jarretière et organisa une cérémonie particulièrement somptueuse en 1472. Édouard IV commença la construction de la chapelle Saint-George actuelle en 1475 et plusieurs autres bâtiments de la partie basse furent démolis. En construisant cette grande chapelle, Édouard IV cherchait à montrer que sa nouvelle dynastie était légitime sur le trône d'Angleterre et il espérait peut-être également égaler la chapelle similaire qu'Henri VI avait fait construire près de l'Eton College. Richard III ne resta que brièvement au château de Windsor avant sa défaite lors de la bataille de Bosworth en 1485, même s'il fit déplacer, en 1484, la dépouille d'Henri VI depuis l'abbaye de Chertsey dans le Surrey jusque dans la Chapelle Saint-Georges du château, pour qu'elle soit plus facilement accessible par les pèlerins.
Henri VII résida plus souvent à Windsor et après son accession au trône en 1485, il organisa une immense célébration pour l'ordre de la Jarretière dans le château. Il acheva le toit de la chapelle Saint-Georges et entreprit de convertir l'ancienne Lady Chapel pour en faire un sanctuaire pour Henri VI dont la canonisation était jugée imminente. L'ancien monarque ne fut néanmoins pas canonisé et le projet fut abandonné même si la chapelle continua d'attirer les pèlerins. Henri VII modifia la King's Chamber du palais et fit reconstruire la Great Kitchen de la partie haute en 1489. Il fit également construire une tour de trois étages sur l'extrémité occidentale du palais qu'il utilisa comme ses appartements privés. Le château de Windsor commença à être utilisé pour des événements diplomatiques comme la visite de Philippe Ier de Castille en 1506. Edmond de la Pole, l'un des derniers prétendants yorkistes au trône d'Angleterre, fut emprisonné dans le château de Windsor sous le règne d'Henri VII jusqu'à son exécution en 1513.

### XVIesiècle

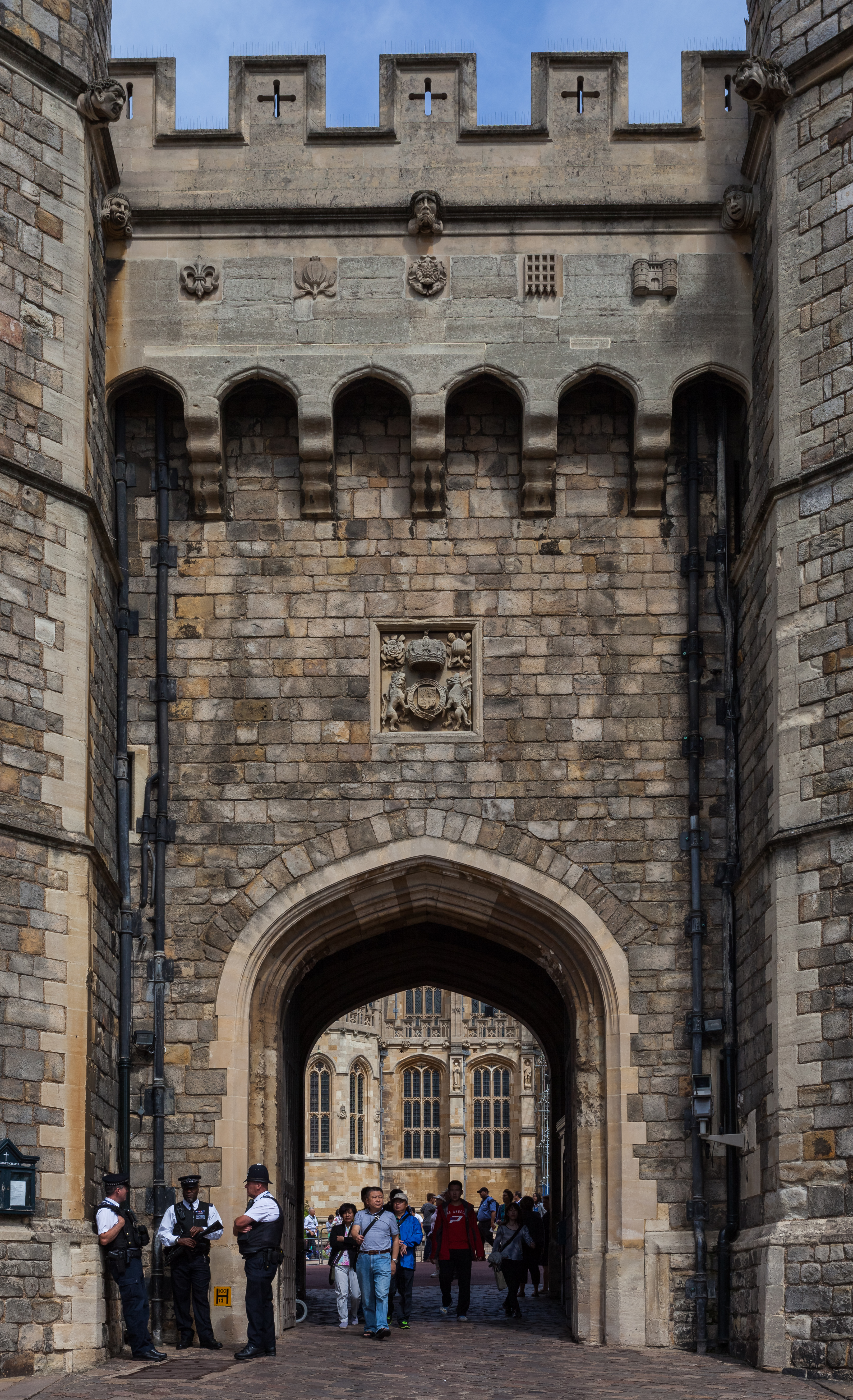
La porte Henri VIII dans la partie basse

Henri VIII appréciait le château de Windsor. La tradition des banquets de l'ordre de la Jarretière fut maintenue et devint plus extravagante ; la taille de la cour royale dut néanmoins être limitée car elles dépassaient les capacités d'accueil du château. Durant le pèlerinage de Grâce, un large soulèvement dans le nord de l'Angleterre contre le pouvoir d'Henri VIII en 1536, le roi utilisa Windsor comme base arrière. Tout au long de la période de pouvoir des Tudor, le château de Windsor servit également de refuge lors des épidémies de peste qui frappaient Londres.
Henri VIII reconstruisit la principale porte d'entrée du château vers 1510 et fit construire un court de tennis à la base de la motte centrale dans la partie haute. Il commanda également une longue terrasse, appelée North Wharf le long du mur extérieur de la partie nord ; construite en bois, elle offrait une vue imprenable sur la Tamise. Les travaux incluaient également un escalier extérieur depuis les appartements du roi, ce qui facilitait la vie du souverain mais affaiblissait les défenses du château. Au début de son règne, Henri VIII envisageait de transformer la Lady Chapel en mausolée pour son conseiller le plus proche, Thomas Wolsey. Benedetto da Rovezzano reconstruisit le bâtiment dans le style de la Renaissance italienne mais Wolsey perdit sa position auprès du roi et le projet fut abandonné même si les contemporains estimaient le coût des travaux à 60 000 £ (environ 315 millions de livres de 2011.) Les travaux continuèrent cependant mais ils ne furent pas achevés à la mort d'Henri VIII qui fut inhumé dans la chapelle au cours d'une cérémonie luxueuse en 1547.

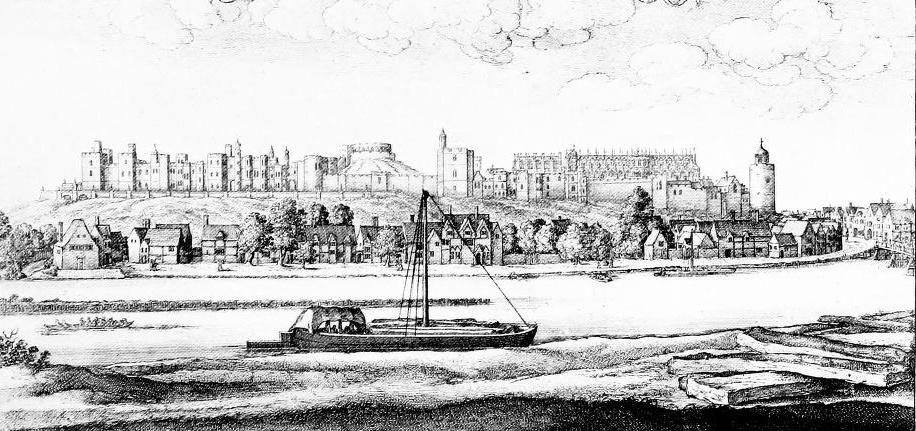
Le château de Windsor dans les années 1670 depuis l'autre côté de la Tamise. La terrasse nord est visible à gauche.

À l'inverse, le jeune Édouard VI détestait le château de Windsor. Les croyances protestantes d'Édouard VI le poussèrent à simplifier les cérémonies de l'ordre de la Jarretière, à arrêter le banquet annuel de l'ordre à Windsor et à supprimer toutes les pratiques catholiques au sein de l'ordre. Durant les révoltes et les luttes politiques de 1549, le château de Windsor fut à nouveau utilisé comme refuge pour le roi et Edward Seymour. Édouard VI commenta lors de son séjour dans le château de Windsor à cette période que « il me semble que je suis dans une prison, il n'y a pas de galeries ni de jardins pour se promener ». Sous les règnes d'Édouard VI et de sa sœur Marie Ire, quelques travaux de construction limités furent réalisés dans le château, souvent avec les ressources obtenues grâce à la dissolution des monastères. Une fontaine fut installée dans la partie haute et alimentée avec de l'eau pompée à l'extérieur. Marie Ire agrandit également les bâtiments utilisés par les chevaliers de Windsor dans la partie basse avec des pierres issues de l'abbaye de Reading.
Élisabeth Ire passa une grande partie de son règne dans le château de Windsor, « sachant qu'il pourrait résister à un siège si nécessaire ». Dix nouveaux canons de laiton furent achetés pour renforcer les défenses du château. Il devint l'une de ses résidences préférées et elle y dépensa plus d'argent que dans tout autre de ses palais. Elle entreprit quelques travaux limités dont de nombreuses réparations des structures existantes. Elle convertit le North Wharf en une terrasse permanente en pierre décorée de statues et de sculptures avec une maison octogonale destinée aux banquets à son extrémité occidentale pour offrir une plus grande intimité. La chapelle fut transformée avec des stalles, une galerie et un nouveau plafond. Un pont fut construit au-dessus du fossé au sud du château pour améliorer l'accès au parc. Élisabeth Ire construisit une rangée de bâtiments à l'extrémité occidentale de la partie haute à côté de la tour d'Henri VII. Élisabeth Ire utilisa également le château pour des événements diplomatiques mais l'espace continua de rester un problème car la propriété n'était pas aussi grande que les autres palais plus modernes. Cet afflux de visiteurs étrangers fut capturé par William Shakespeare dans sa pièce de théâtre, Les Joyeuses Commères de Windsor, destinée à divertir la reine,.

### XVIIesiècle

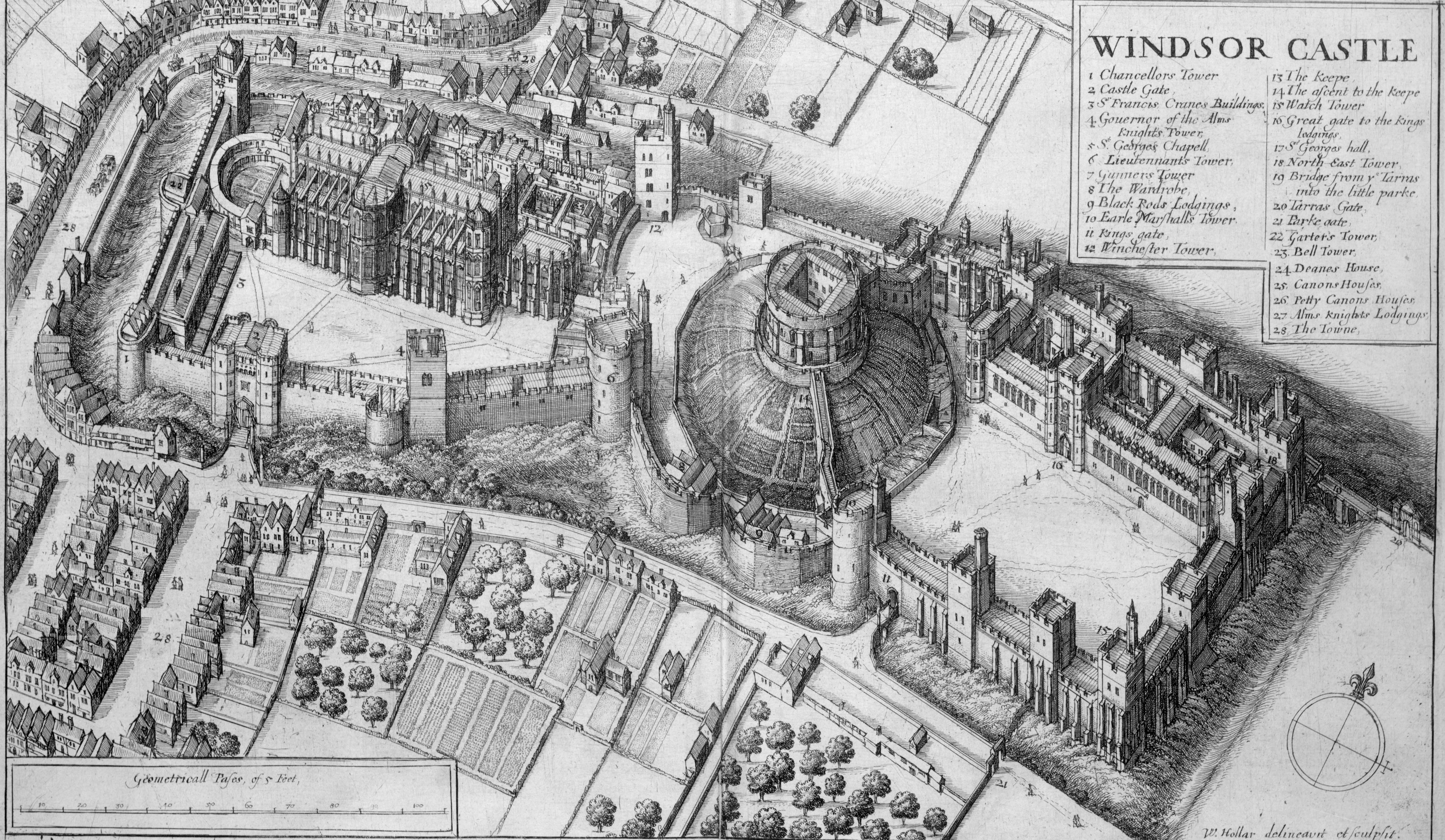
Vue plongeante du château de Windsor en 1658 réalisée par Wenceslas Hollar montrant les travaux de reconstruction de Hugh May dans la partie haute.

Jacques Ier utilisa principalement le château de Windsor pour la chasse, l'une de ses passions préférée et pour regrouper sa cour. De nombreux événements incluaient une importante consommation d'alcool et une rencontre entre le roi et Christian IV de Danemark devint tristement célèbre dans toute l'Europe pour le comportement déplorable des deux souverains. L'absence d'espace à Windsor continua d'être problématique et les cours écossaise et anglaise de Jacques se querellaient fréquemment sur la répartition des chambres.
Charles Ier était un amateur d'art et il s'intéressa plus aux aspects esthétiques du château de Windsor que ses prédécesseurs. Charles Ier fit réaliser une inspection du château en 1629 par Inigo Jones mais peu des travaux recommandés furent menés à bien. Charles Ier recruta néanmoins Nicholas Stone (en) pour améliorer la galerie de la chapelle dans le style maniériste et construire un accès à la terrasse nord. Christian van Vianen, un orfèvre hollandais réputé fabriqua un service en or baroque pour l'autel de la chapelle Saint-George. Charles Ier fit également démolir la fontaine de la partie haute dans le but de la remplacer par une statue classique.
Lorsque la première révolution anglaise éclata en 1642, le pays fut divisé entre les royalistes partisans de Charles Ier et les parlementaires. À la suite de la bataille de Edgehill en octobre 1642, le Parlement s'inquiéta d'une possible offensive de Charles Ier contre Londres. John Venn prit le contrôle du château de Windsor avec douze compagnies de fantassins pour protéger la route le long de la Tamise et il devint le gouverneur de la forteresse jusqu'à la fin de la guerre. Les éléments d'intérieur de la chapelle Saint-Georges étaient à la fois de grande valeur et du style Haute Église détesté par les parlementaires. Ces derniers pillèrent l'église et volèrent la cotte de mailles incrustée de joyaux d'Édouard IV et les éléments de la Lady Chapel et de la tombe inachevée d'Henri VIII ; les orgues, les vitraux et les livres de la chapelle furent également détruits. À la fin de la guerre, environ 101 kg d'argenterie en or et en argent avaient été volés.
Le prince Rupert du Rhin, l'un des principaux généraux royalistes, tenta de reprendre le château de Windsor en novembre. La petite troupe de cavalerie de Rupert reprit la ville de Windsor mais ne parvint pas à franchir les murs du château et fut obligée de se replier. Durant l'hiver 1642-1643, le château de Windsor devint le quartier-général du général parlementaire Robert Devereux. Le cloître en « fer à cheval » fut transformé en prison pour les royalistes capturés et les chanoines qui y résidaient furent expulsés. La Lady Chapel devint un dépôt de munitions. Les garnisons sous-payées continuèrent de se livrer au pillage ; 500 cerfs royaux furent tués dans le Grand Parc durant l'hiver et les clôtures furent utilisées comme bois de chauffage.
En 1647, Charles Ier, alors prisonnier par les parlementaires, fut emprisonné pour une courte période dans le château avant d'être transféré au château de Hampton Court. Les royalistes échafaudèrent un plan pour reprendre le château mais il ne fut jamais réalisé. Le conseil militaire des parlementaires s'installa à Windsor en novembre 1648 et décida de juger Charles Ier pour trahison. Charles Ier fut à nouveau emprisonné dans le château durant les trois dernières semaines de son règne ; après son exécution en janvier 1649 devant le palais de Whitehall, sa dépouille fut ramenée à Windsor pendant la nuit pour être inhumée sans cérémonie dans un caveau de la chapelle Saint-Georges.

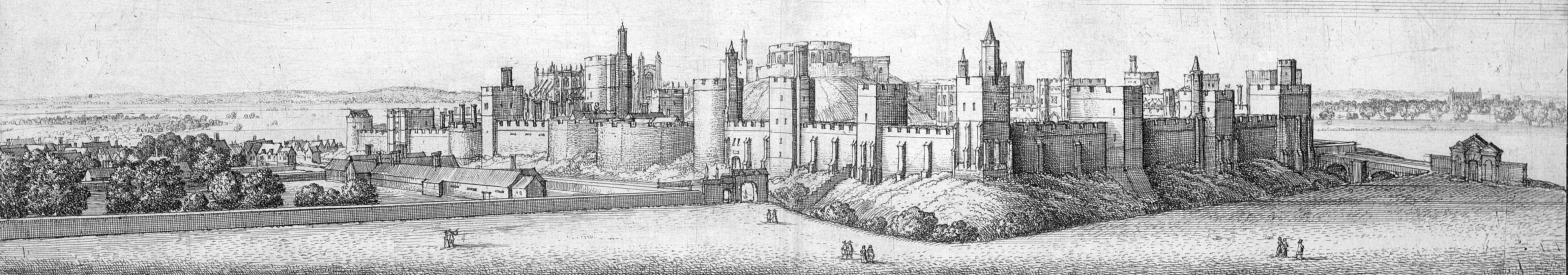
Le château de Windsor en 1658, représenté depuis le sud-est par Wenceslas Hollar avec la partie haute au premier plan.

La Restauration de la monarchie en 1660 vit la première période de changements importants à Windsor depuis une longue période. Les palais royaux d'Angleterre avaient été gravement endommagés durant la Révolution et les années d'Interrègne. Au même moment, les « standards de confort, les styles artistiques, les modes de transports et les exigences fonctionnelles » d'un palais idéal évoluaient au sein de l'aristocratie. Le château de Windsor fut le seul palais royal à être modernisé par Charles II durant la Restauration.
Des squatteurs avaient également occupé le château de Windsor durant l'Interrègne et en conséquence, la « maison du roi était dévastée ; les fanatiques, les chapardeurs et les squatteurs avaient fait leur œuvre… Les indigents avaient occupé en grand nombre les tours et les salles ». Peu après son retour d'exil, Charles II nomma Rupert du Rhin, l'un de ses rares proches encore en vie, au poste de connétable du château de Windsor en 1668. Rupert entreprit immédiatement de renforcer les défenses du château, de réparer la tour Ronde et de reconstruire le court de tennis. Charles II fit venir des cerfs d'Allemagne pour repeupler le Grand Parc mais les hardes ne redevinrent jamais aussi grandes qu'avant la guerre. Rupert se créa des appartements personnels dans la tour Ronde qu'il fit décorer avec un nombre « extraordinaire » d'armes, d'armures et de tapisseries.

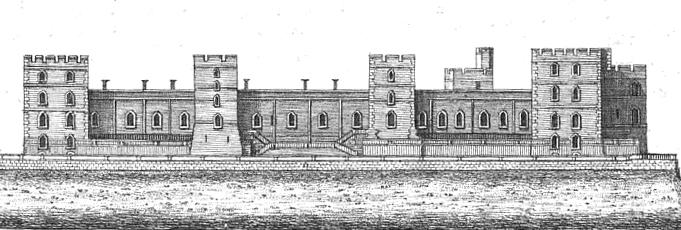
La partie haute depuis l'est après les travaux d'Hugh May. La nouvelle terrasse est se trouve au premier plan.

Charles II fut profondément influencé par Louis XIV de France et imita les décorations françaises pour son palais de Winchester et l'Hôpital royal de Chelsea. À Windsor, Charles II créa les « intérieurs baroques les plus extravagants jamais réalisés en Angleterre ». La plupart des travaux de construction furent financées par les revenus royaux de plus en plus importants provenant d'Irlande dans les années 1670. L'étiquette de la cour de France à l'époque imposait un grand nombre de salles en enfilade pour satisfaire aux divers protocoles. La demande d'espace força May à s'étendre sur la terrasse nord qui fut reconstruite et élargie. Ce nouveau bâtiment fut appelée le Star Building (« bâtiment de l'étoile ») car Charles II plaça une étoile dorée de l'ordre de la Jarretière sur le côté de la structure. May démolit les murs de la chapelle et de la grande salle d'Édouard III pour y incorporer de plus grandes fenêtres mais conserva la hauteur et les dimensions des pièces du bâtiment médiéval. Même si le château de Windsor était à présent suffisamment grand pour accueillir l'ensemble de la cour, il ne disposait pas de salles pour le conseil royal comme cela était le cas à Whitehall. Charles II profita du bon réseau routier autour de Windsor pour organiser les réunions du conseil au château de Hampton Court tout en résidant à Windsor. Les travaux de May présentaient une tendance médiéviste ; parfois critiquée pour son caractère ennuyeux, la reconstruction de May préservait les structures existantes et tentait délibérément de créer une version légèrement austère du XVIIe siècle d'un château « néo-normand ».
Guillaume III chargea Nicholas Hawksmoor et Christopher Wren de mener une large reconstruction suivant le style classique de la partie haute mais la mort précoce du roi entraîna l'annulation du projet. Anne de Grande-Bretagne était particulièrement attachée au château de Windsor et elle tenta de résoudre le manque de jardins en demandant à Henry Wise de développer les jardins de Maastricht sous la terrasse nord mais le projet ne fut jamais mené à son terme. Anne fit également construire un hippodrome à Ascot et lança la tradition de la procession royale depuis le château.

### XVIIIesiècle

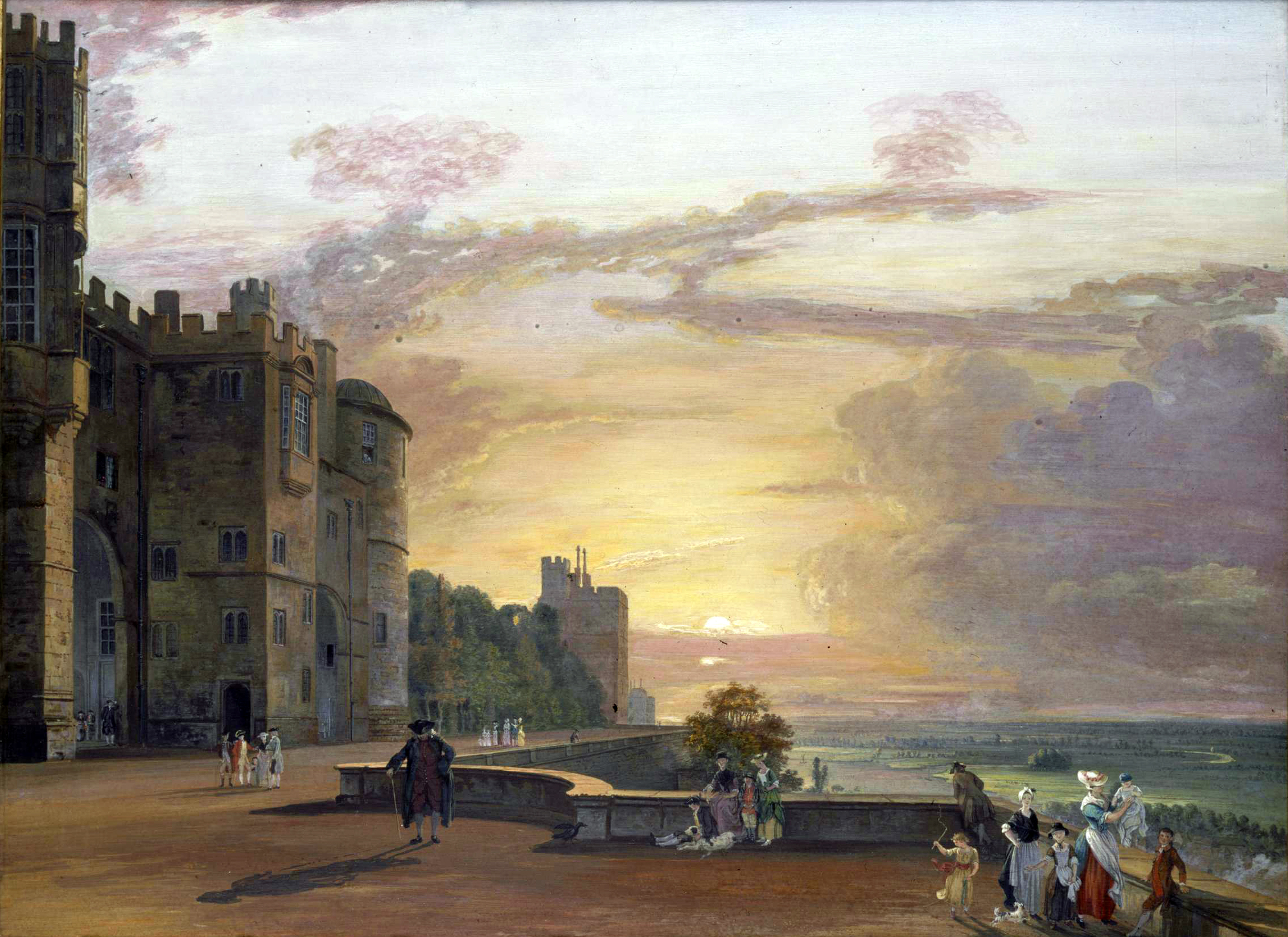
La terrasse nord au crépuscule vers 1790. Peinture de Paul Sandby

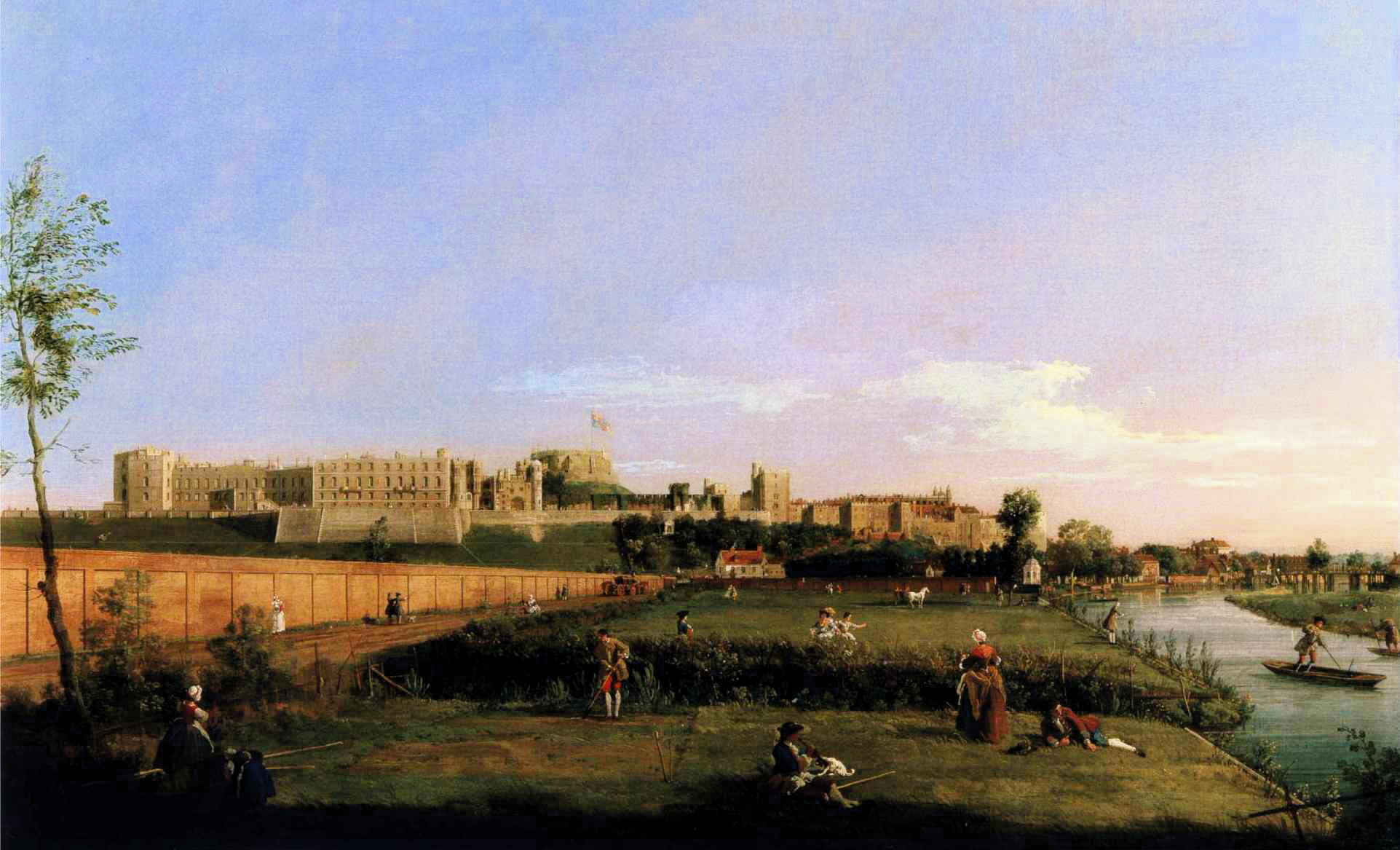
Le Château de Windsor
par Canaletto, 1747
Collection du Duc de Northumberland

George Ier s'intéressa peu au château de Windsor et lui préférait les palais St. James, de Hampton Court et de Kensington. De même, George II résida rarement à Windsor et préférait Hampton Court. De nombreux appartements de la partie haute furent cédés en tant que privilèges de grâce et faveur à des veuves de l'aristocratie ou à des amis de la Couronne. En tant que gardien du Windsor Great Park, William Augustus de Cumberland fut le principal occupant du château sous George II. Dans les années 1740, le château de Windsor commença à devenir une attraction touristique ; les riches visiteurs qui en avaient les moyens pouvaient entrer et les premiers guides de voyage sur le château furent rédigés dans les années 1750 par George Bickham et Joseph Pote. Alors que les appartements d'État continuaient de se dégrader même le grand public pouvait visiter la propriété.
George III inversa cette tendance lorsqu'il monta sur le trône en 1760. George III détestait Hampton Court et était attiré par le parc du château de Windsor. Il voulut s'installer dans la résidence du gardien (aujourd'hui la Cumberland Lodge) mais son frère, Henri de Cumberland et Strathearn y résidait et refusa de déménager. George III s'installa alors dans l'Upper Lodge, par la suite appelé Queen's Lodge, à proximité de la partie haute et se lança dans un vaste projet de rénovation du château et des espaces verts. L'atmosphère dans le château resta initialement très informelle car les enfants des villages voisins pouvaient jouer dans les cours du château où se promenait régulièrement la famille royale. L'accès fut cependant de plus en plus restreint au fil du temps.
Les goûts architecturaux de George III évoluèrent au cours des années. Au début de son règne, il préférait l'architecture classique, en particulier le style palladien mais ses goûts évoluèrent vers le gothique car le style palladien était devenu trop courant et mal réalisé et parce que le gothique semblait être plus adapté comme style anglais à la suite de la Révolution française. Travaillant avec l'architecte James Wyatt, George III chercha à « transformer l'extérieur des bâtiments de la partie haute pour en faire un palais gothique tout en conservant la personnalité des chambres réalisées par Hugh May ». L'extérieur fut reconstruit avec des éléments de style gothique ainsi que des tourelles et de nouveaux créneaux. À l'intérieur, des travaux de restauration furent entrepris et plusieurs nouvelles salles furent construites dont un escalier gothique afin de remplacer celui réalisé par May au XVIIe siècle et surmonté par le Grand Vestibule. De nouveaux tableaux furent achetés pour le château et les collections d'autres palais furent déménagées à Windsor. Le coût des travaux se monta à 150 000 £ (environ 200 millions de livres de 2011,). Le roi entreprit également d'importants travaux dans le Grand Parc en créant les fermes Norfolk et Flemish, deux exploitations laitières et en restaurant le lac de Virginia Water et plusieurs folies.
À la fin de cette période, le château de Windsor était devenu un lieu de repli pour la famille royale. En 1788, le roi tomba malade durant un dîner au château et après avoir été diagnostiqué avec des troubles mentaux, il resta quelque temps en convalescence à Kew. Après des rechutes en 1801 et 1804, son état devint permanent à partir de 1810 et il fut confiné dans les appartements d'État du château de Windsor où les travaux de construction cessèrent l'année suivante.

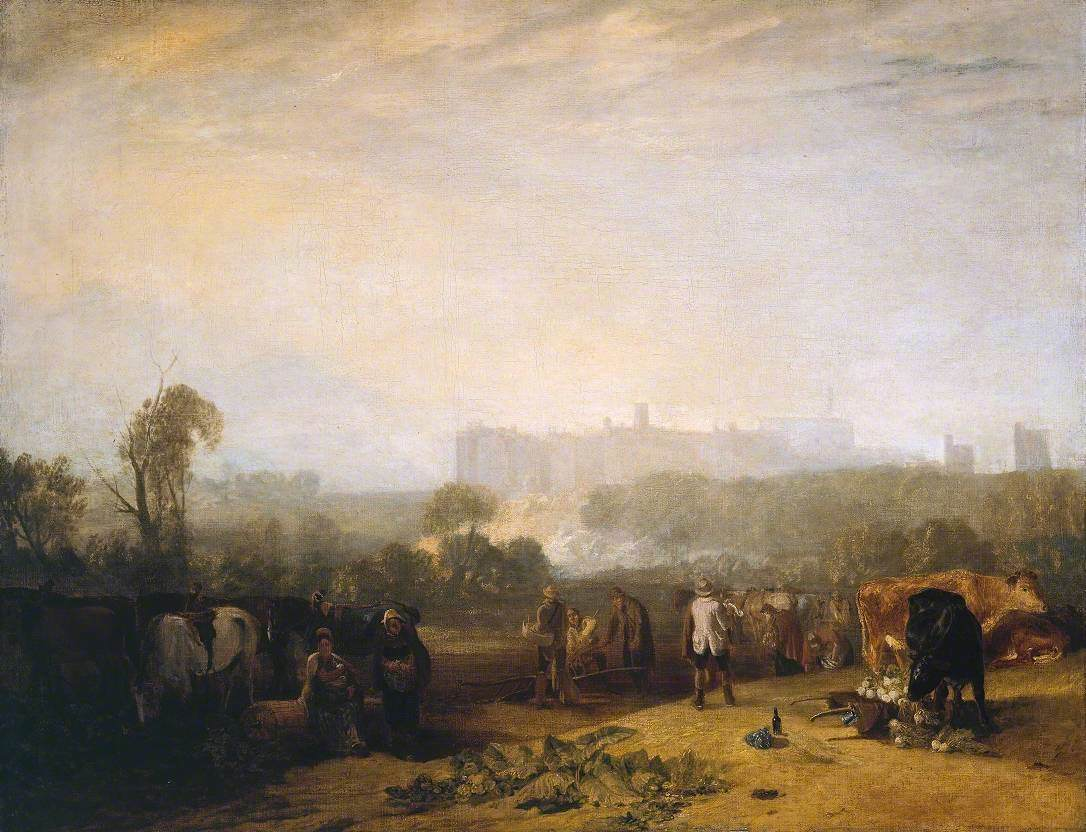
La Récolte des navets
près de Slough («Windsor»)
William Turner, 1809
Tate Britain, Londres

La place imposante du château dans le paysage est souligné par le peintre William Turner dans son tableau La Récolte des navets exposé en 1809. Le château de Windsor et le Eton College (à droite) s'élèvent à travers la vallée de la Tamise. Compte tenu des conditions d’autosuffisance nationale imposées par les guerres napoléoniennes, le tableau a été vu comme une célébration de l’agriculture progressiste dans un décor anglais arcadien, sous le regard bienveillant du «fermier» George III. Des détails tels que la mère qui allaite, le surveillant qui nous tourne le dos, les hommes qui s'occupent d’une charrue cassée et la femme qui s’est pliée en deux pour arracher les racines de navets suggèrent une réalité difficile et la sympathie de Turner pour les participants.

### XIXesiècle

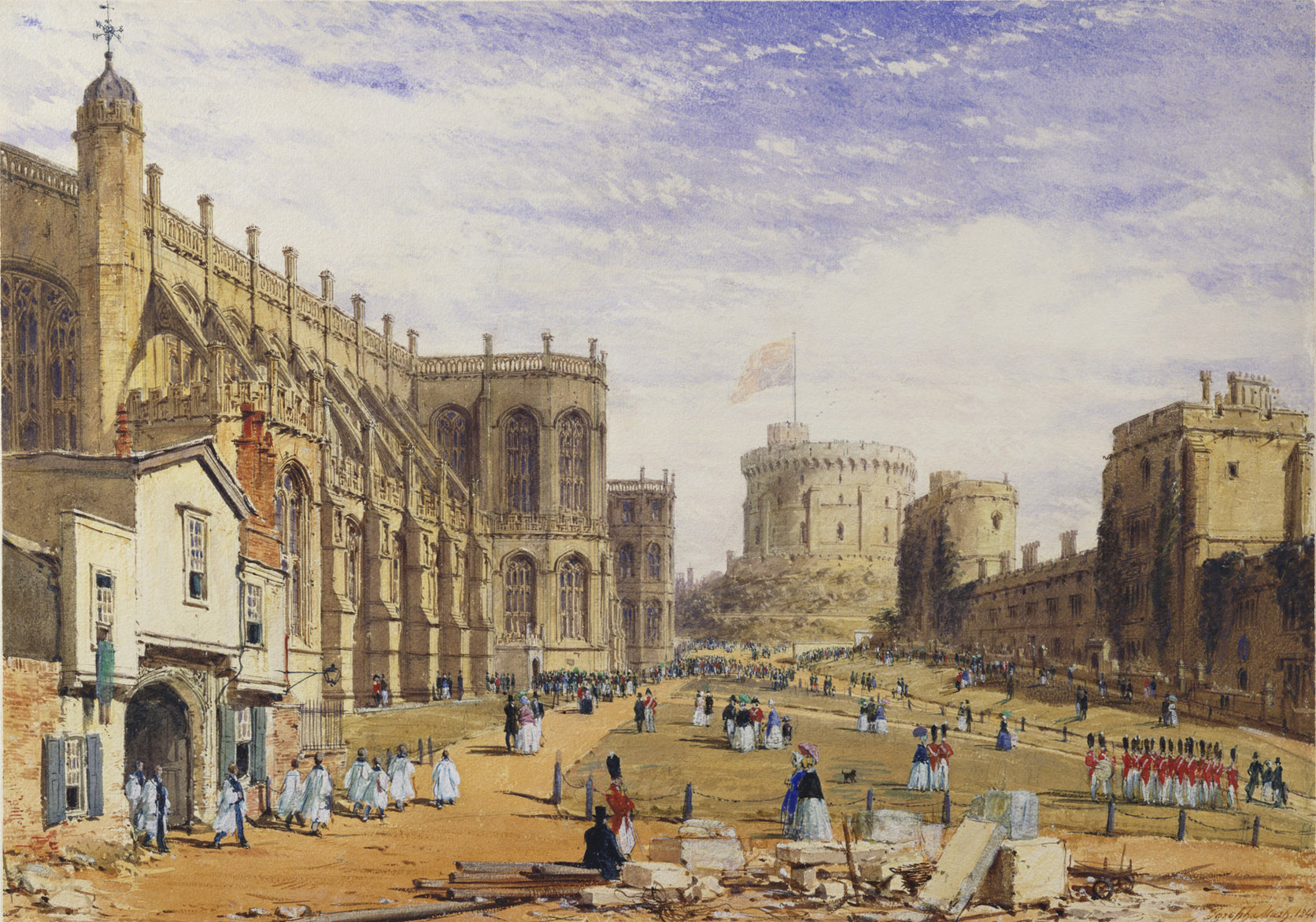
La partie basse en 1840 avec les chevaliers militaires à l'occasion de la messe dominicale. Gravure de Joseph Nash

Devenu roi en 1820, George IV voulut créer une série de palais royaux qui refléteraient sa richesse et son influence en tant que souverain d'un Royaume-Uni en pleine croissance. Les précédentes résidences de George IV, Carlton House et le Brighton Pavilion, étaient trop petites pour les grands événements de la cour même après de coûteuses extensions. George IV avait agrandi le Royal Lodge dans le parc lors de la Régence et il entreprit un programme de modernisation du château après être devenu roi. Il commanda à Thomas Lawrence une importante série de portraits de souverains, hommes d'état et généraux qu'il a fait installer la chambre Waterloo.
Il persuada le Parlement britannique de lui accorder 300 000 £ (218 millions de livres de 2011) pour les travaux de rénovation,. Suivant les conseils du conseiller de George IV, Charles Long, l'architecte Jeffry Wyattville fut choisi et les travaux commencèrent en 1824,. Wyattville privilégiait l'architecture gothique mais George IV, qui avait réintroduit le style rococo français en Angleterre à Carlton House préférait un mélange des styles et des périodes et il appliqua ce goût à Windsor.
Les terrasses furent fermées aux visiteurs pour offrir une plus grande intimité et l'extérieur de la partie haute fut complètement modifiée pour lui donner son apparence actuelle. La hauteur de la tour Ronde fut accrue pour lui donner une apparence plus impressionnante, de nombreuses salles des appartements d'État furent reconstruites ou redécorées et plusieurs nouvelles tours plus hautes que les précédentes furent construites. Les éléments au sud de la partie haute furent reconstruits pour créer les appartements privés du roi à l'écart des appartements d'État et la statue de Charles II fut déplacée du centre de la partie haute à la base de la motte centrale. Walter Scott captura les opinions de l'époque lorsqu'il écrivit que les travaux démontraient un « véritable engouement pour l'architecture gothique » mais des commentateurs plus récents, dont Charles de Galles, ont critiqué ces changements comme du vandalisme de l'œuvre de May. Les travaux n'étaient pas terminés à la mort de George IV en 1830 mais étaient globalement achevés quand Wyattville décéda en 1840. Finalement, ces travaux de reconstruction coûtèrent la somme colossale de plus d'un million de livres (748 millions de livres de 2011,).

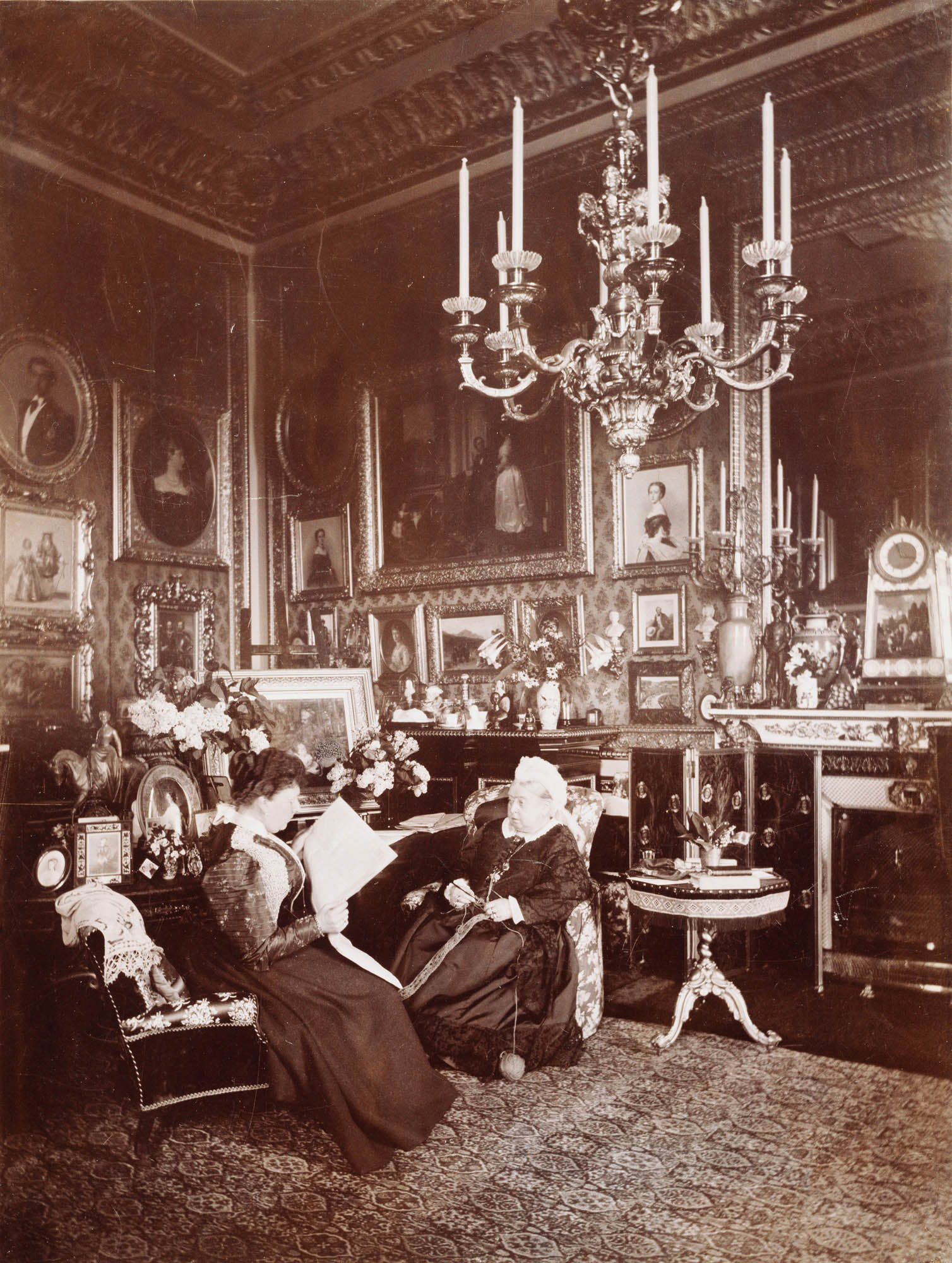
La reine Victoria (à droite) et la princesse Beatrice dans la Queen's Sitting Room en 1895. Photographie de Mary Steen

La reine Victoria du Royaume-Uni et son époux Albert de Saxe-Cobourg-Gotha firent de Windsor leur résidence royale principale même si Victoria se plaignit au début de son règne que le château était « morne et ennuyeux » et « ressemblait à une prison » et préféraient Osborne et Balmoral comme résidences secondaires. La croissance de l'Empire britannique et les liens dynastiques de Victoria en Europe firent de Windsor le théâtre de nombreuses rencontres diplomatiques qui furent facilitées par les nouveaux moyens de transport comme les chemins de fer ou les bateaux à vapeur qui se développaient à cette période. Il a été ainsi avancé que Windsor atteignit son apogée social durant l'époque victorienne avec l'introduction d'invitations à des figures importantes pour « dîner et dormir » dans le château. Victoria s'intéressait de près à tous les aspects du fonctionnement du château de Windsor jusqu'aux détails les plus insignifiants du protocole. Peu de visiteurs appréciaient ces rencontres du fait de la conception du château et des nombreuses formalités royales. Le prince Albert mourut dans la Blue Room du château de Windsor le 14 décembre 1861 et fut inhumé dans le mausolée royal construit dans le domaine de Frogmore au sein du Home Park. Les chambres du prince furent maintenues exactement dans l'état où elles se trouvaient au moment de sa mort et Victoria maintint le château en deuil pendant de nombreuses années ; elle fut appelée la veuve de Windsor, une phrase popularisée par le poème The Widow at Windsor de Rudyard Kipling. La reine cessa complètement d'utiliser le palais de Buckingham après la mort d'Albert et résidait au château de Windsor lors de ses activités officielles près de Londres. Vers la fin de son règne, des pièces de théâtre, des opéras et d'autres divertissement recommencèrent lentement à être organisés dans le château pour satisfaire le désir de divertissement de la reine et sa réticence à apparaître en public.
Plusieurs modifications mineures furent réalisées dans la partie haute sous Victoria. Anthony Salvin reconstruisit le grand escalier de Wyattville et Edward Blore ajouta une nouvelle chapelle aux appartements d'État. Salvin recréa également la State Dining Room après un grave incendie en 1853. Les deux hommes réalisèrent également des travaux importants dans la partie basse sous la supervision du prince Albert dont la création des Hundred Steps (« cent marches ») menant à la ville de Windsor en contrebas, la reconstruction des tours Garter, Curfew et Salisbury et des bâtiments des chevaliers militaires ainsi que la construction d'un nouveau corps de garde. George Gilbert Scott remodela le cloître en « fer à cheval » dans les années 1870 et la porte des Normands fut transformée en appartements privés pour Henry Ponsonby, le secrétaire particulier de Victoria. Les travaux permirent d'installer l'eau courante pompée dans un réservoir à proximité jusque dans l'intérieur mais le château ne profita pas de la plupart des innovations de l'époque. Victoria détestait par exemple l'éclairage au gaz auquel elle préférait les bougies et l'éclairage électrique ne fut installé que dans des quelques salles du château à la fin de son règne. Le château de Windsor de l'époque était ainsi réputé pour être froid et plein de courant d'air.
Les changements de l'ère victorienne portèrent également sur les espaces verts et les bâtiments alentour. L'exploitation laitière royale de Frogmore fut reconstruite suivant le style néorenaissance en 1853, celle de George III suivant le style renaissance en 1859 et les fermes Norfolk et Flemish furent rénovées. Les arbres malades de la Long Walk furent remplacés. Le Windsor Castle and Town Approaches Act, voté par le Parlement en 1848, autorisait la fermeture et la déviation des anciennes routes qui traversaient le parc pour relier Windsor à Datchet et Old Windsor. Ces changements permirent à la famille royale de fermer un large terrain qui devint le Home Park sans routes publiques le traversant. En échange, la reine autorisa le public à accéder plus facilement au reste du parc de Windsor.

### XXesiècle
Édouard VII monta sur le trône en 1901 et entreprit immédiatement de moderniser le château de Windsor avec « enthousiasme et énergie ». De nombreuses salles de la partie haute furent désencombrées et redécorées pour la première fois depuis de longues années. Édouard VII « jetait un œil dans les pièces, fouillait les tiroirs, nettoyait les salles anciennement occupées par le prince consort et laissées intactes depuis sa mort, envoya des caisses remplies de reliques dans une salle spéciale de la tour Ronde… détruisit les statues et les bustes de John Brown… jeta des centaines de « vieilles photographies grossièrement colorées »… [et] réarrangea les tableaux ». Le roi généralisa l'éclairage électrique, installa un chauffage central et des lignes téléphoniques et construisit des garages pour les automobiles venant d'être inventées. Le départ du marathon des Jeux olympiques d'été de 1908 fut donné depuis le château de Windsor et en 1911, le pionnier de l'aviation Thomas Sopwith fit atterrir son appareil dans les jardins du château,.
George V poursuivit la modernisation du château mais à un rythme moins soutenu et était aidé par son épouse, Mary de Teck, qui était passionnée par la décoration et l'ameublement. Mary chercha et retrouva des éléments de mobilier qui avaient été perdus ou vendus, en particulier lors du règne d'Édouard VII, et elle acheta de nouvelles œuvres d'art. La reine Mary adorait également les miniatures et l'architecte Edwin Lutyens conçut pour elle une maison de poupée qui fut aménagée par les plus grands artisans des années 1930 et installée à Windsor. George V était résolu à maintenir une intense vie de cour à Windsor et près de 660 domestiques travaillaient dans la propriété à cette période. Durant la Première Guerre mondiale, les sentiments antigermaniques poussèrent les membres de la famille royale britannique à changer le nom de leur dynastie d'origine allemande, Maison de Saxe-Cobourg et Gotha ; George V décida de prendre le nom du château et la famille royale devint la Maison de Windsor en 1917.
Édouard VIII passa peu de temps à Windsor durant son court règne et resta à Fort Belvedere dans le Grand Parc de Windsor où il avait vécu en tant que prince de Galles. Il fit construire un petit aérodrome pour le château qui est aujourd'hui un terrain de golf. Le règne d'Édouard VIII fut bref et il abdiqua lors d'une allocution réalisée au château en décembre 1936 ; il prit le titre de duc de Windsor. Son successeur et frère, George VI, préférait également sa propre résidence, le Royal Lodge dans le Grand Parc, mais s'installa dans le château de Windsor avec son épouse Elizabeth. George VI recréa la cérémonie de l'ordre de la Jarretière, arrêtée en 1805, à Windsor en s'appuyant sur les documents rédigés au XVIIe siècle par Elias Ashmole mais décala l'événement en juin pour coïncider avec la course hippique d'Ascot.
Lorsque la Seconde Guerre mondiale éclata en 1939, le château fut préparé pour le conflit. Une grande partie du personnel du palais de Buckingham fut transférée à Windsor, la sécurité fut renforcée et les fenêtres furent obscurcies. Comme le château risquait d'être endommagé ou détruit, les œuvres d'art les plus importantes furent emmenées en lieu sûr et les chandeliers furent enlevés. Le roi, la reine et leurs filles Elizabeth et Margaret restèrent dans le château et les toits de leurs chambres furent renforcés pour faire face à un bombardement. Le roi et la reine se rendaient chaque jour à Londres et retournaient dormir à Windsor même si cela était un secret bien gardé car pour des raisons de propagande, il était affirmé que le souverain résidait en permanence à Buckingham. Après la guerre, George VI relança la tradition du « dîner et dormir » à Windsor car certains avaient déclaré que le château était devenu « un vaste musée presque vide » ; il fallut néanmoins plusieurs années pour ramener le château de Windsor à son état d'avant-guerre.
En février 1952, Élisabeth II succéda à son père et décida de faire de Windsor sa principale résidence de week-end. Les appartements privés qui avaient été peu occupés depuis l'époque de la reine Mary furent rénovés et modernisés et la reine, son époux Philip Mountbatten et leurs deux enfants s'y installèrent. Au début des années 1990, il était cependant clair que l'état de la partie haute s'était dégradé et cela était particulièrement visible dans les appartements d'État. Les réparations et les rénovations successives avaient entraîné la « diminution de la richesse avec laquelle [les pièces] avaient été initialement décorées », une « détérioration graduelle de l'effet de vitalité originel car chaque changement créait une version plus fade que le précédent ». Un programme de remplacement du chauffage et des installations électriques de la partie haute commença en 1988 et la même année, des travaux de soutènement furent entrepris car de nouveaux affaissements de la motte menaçaient l'intégrité de la tour Ronde.

#### Incendie de 1992

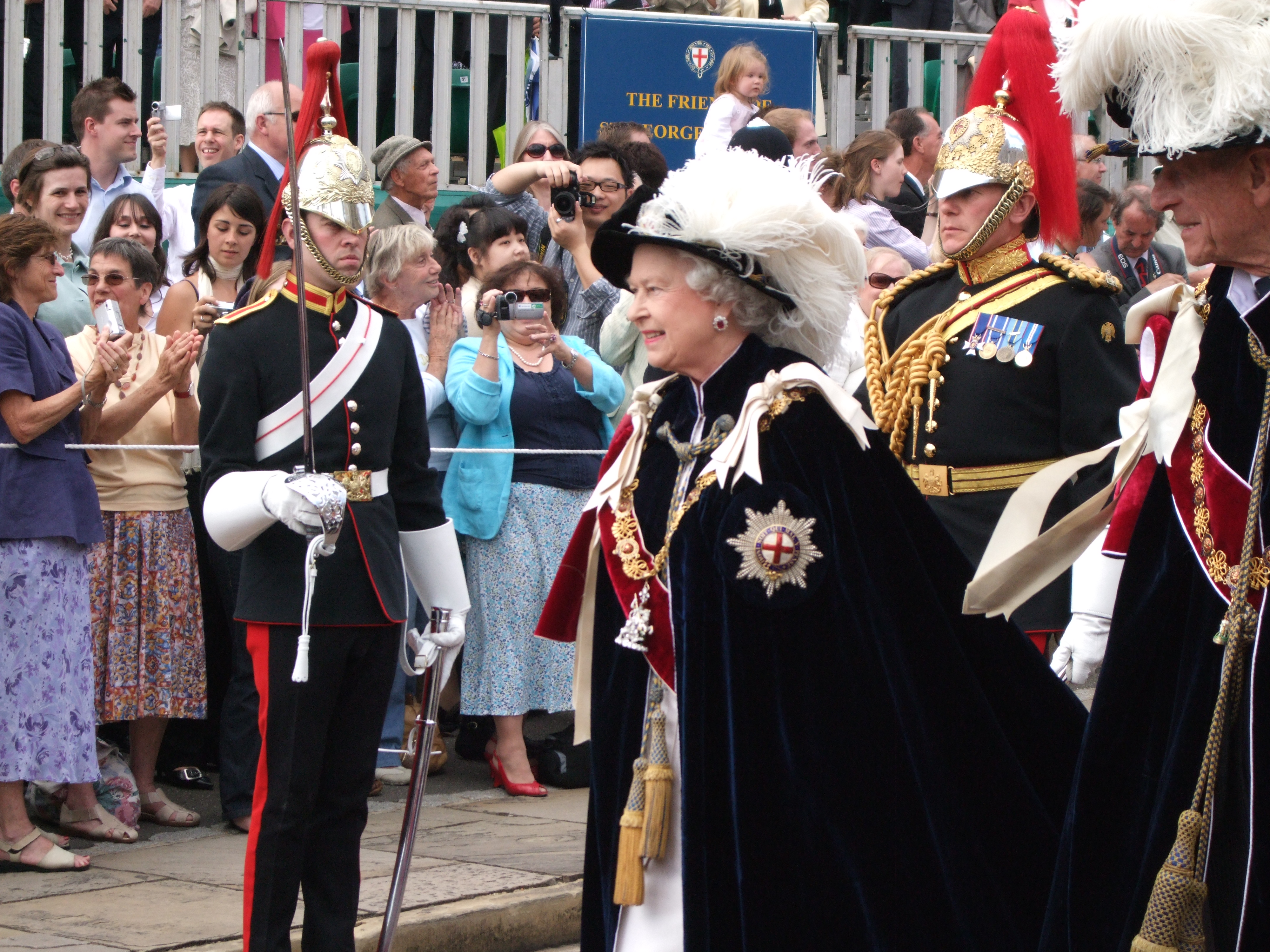
Élisabeth II lors de la cérémonie annuelle de l'ordre de la Jarretière en 2008

Le 20 novembre 1992, le château de Windsor fut touché par un incendie qui dura 15 heures et causa de graves dégâts aux bâtiments de la partie haute. La chapelle privée dans le coin nord-est des appartements d'État était en cours de rénovation et on considère qu'un des projecteurs utilisés pour les travaux mit le feu à un rideau pendant la matinée. L'incendie se propagea rapidement et détruisit neuf des principales salles et en endommagea sévèrement plus d'une centaine d'autres. Les pompiers utilisèrent de l'eau pour contenir le feu tandis que le personnel du château tentait de sauver les précieuses œuvres d'art du château. La plupart des pièces à proximité de la chapelle avaient été vidées lors des travaux de restauration et cela permit d'empêcher une destruction complète des collections. L'incendie se propagea dans les combles et les 200 pompiers présents sur place parvinrent à le circonscrire dans l'après-midi avant qu'il ne soit finalement éteint le lendemain matin. Bien que les flammes et la fumée causèrent de graves dégâts, l'eau utilisée par les pompiers compliqua bien plus les travaux de restauration qui eurent lieu par la suite.
L'incendie entraîna un débat politique en Grande-Bretagne pour savoir qui devait financer les réparations. En tant que propriété de la Couronne, le château de Windsor était traditionnellement entretenu voire réparé par le gouvernement britannique et comme les autres bâtiments officiels, il n'était pas assuré. Au moment de l'incendie, la presse britannique fit pression pour que la reine finance les réparations avec ses propres revenus. Il fut décidé que les travaux de restauration seraient financés par l'ouverture au public du palais de Buckingham à certaines périodes de l'année et par l'augmentation du prix d'entrée dans le parc autour de Windsor. Un second débat éclata au sujet de la manière de réparer le château. Certains suggérèrent que les pièces endommagées soient restaurées pour leur rendre leur apparence originelle mais d'autres proposèrent d'intégrer des styles modernes. Même si certains éléments furent modifiés pour refléter les goûts modernes, les travaux visèrent à rendre au château l'apparence qu'il avait avant l'incendie. Pour réduire les coûts et pour des raisons pratiques, des méthodes modernes furent utilisées et lorsque le programme de rénovation se termina en 1997, il avait coûté 37 millions de livres (62 millions de livres de 2011,).

### XXIesiècle

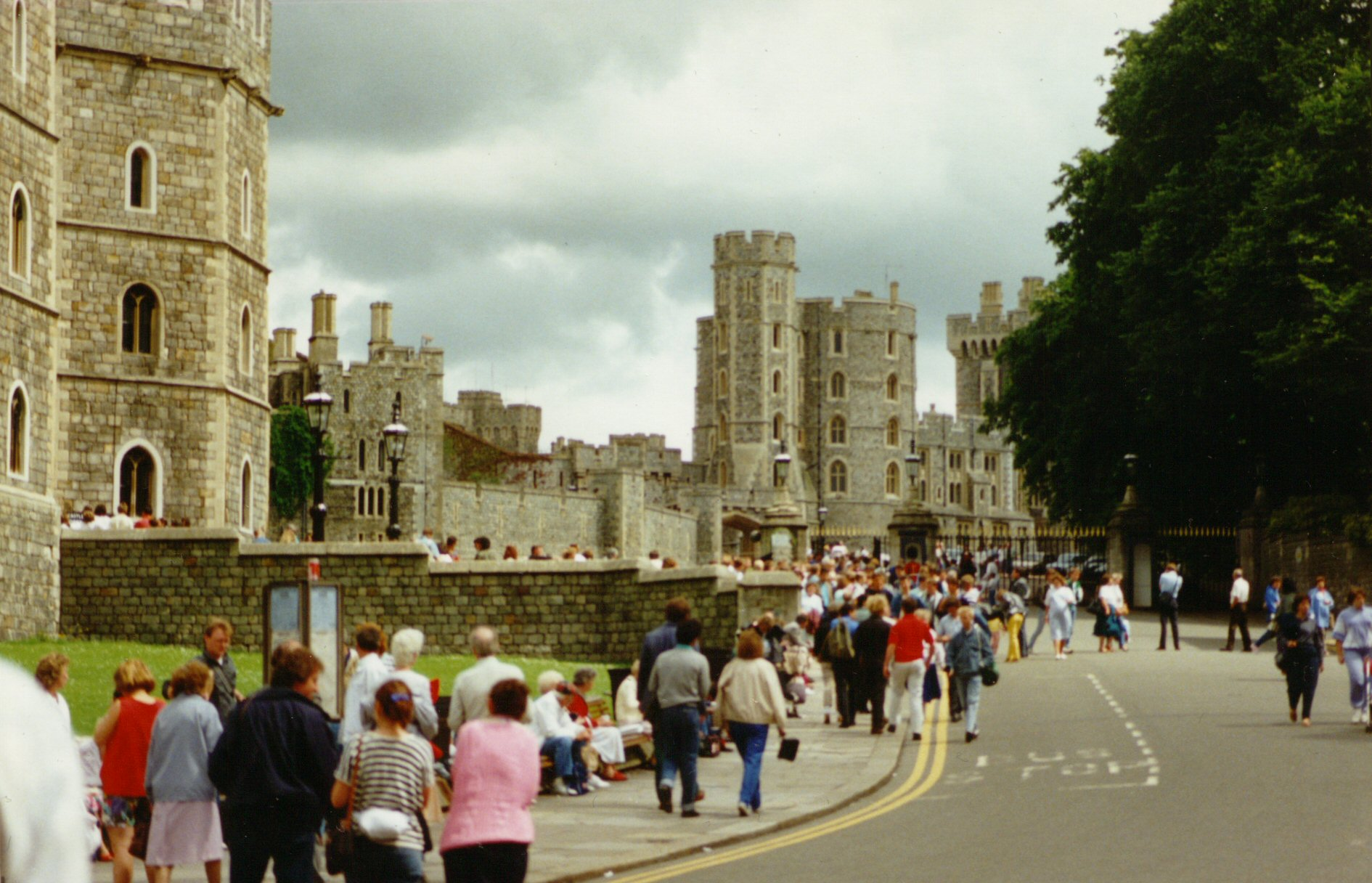
Le château de Windsor est aujourd'hui l'une des principales attractions touristiques de Grande-Bretagne

Le château de Windsor appartient aujourd'hui à l'Occupied Royal Palaces Estate pour le compte de la nation mais sa gestion est assurée par le Royal Households. Le château de Windsor est le plus grand château habité au monde et le palais le plus anciennement occupé d'Europe mais il reste une résidence royale parfaitement fonctionnelle. En 2006, environ 500 personnes vivaient et travaillaient au château. Élisabeth II a de plus en plus utilisé le château comme résidence royale permanente et non plus uniquement comme résidence de week-end et elle est aujourd'hui aussi souvent utilisée pour les banquets et les affaires officiels que le palais de Buckingham. Dans les dernières années, le château de Windsor a été le lieu des visites diplomatiques du président Sarkozy de France, du président Obama des États-Unis et du président Yudhoyono d'Indonésie. Le château reste un important lieu pour les cérémonies comme celle de Waterloo organisée chaque 18 juin en présence de la reine, la cérémonie annuelle de l'ordre de la Jarretière et la procession annuelle depuis le château lors de la course hippique d'Ascot. Lorsque la reine est dans le château, la relève de la garde a lieu chaque jour.
Durant le règne d'Élisabeth II, d'importants travaux furent menés pour transformer le château en une attraction touristique où est exposée une grande partie des œuvres d'art de la Royal Collection. Des fouilles archéologiques sont régulièrement menées au château depuis les années 1970. En 2007, 993 000 personnes ont visité le château et plusieurs millions se sont rendues dans la circonscription royale de Windsor and Maidenhead. À la fin de l'année 2011, deux turbines hydrauliques furent installées le long de la Tamise pour alimenter en électricité le château et les bâtiments alentour.

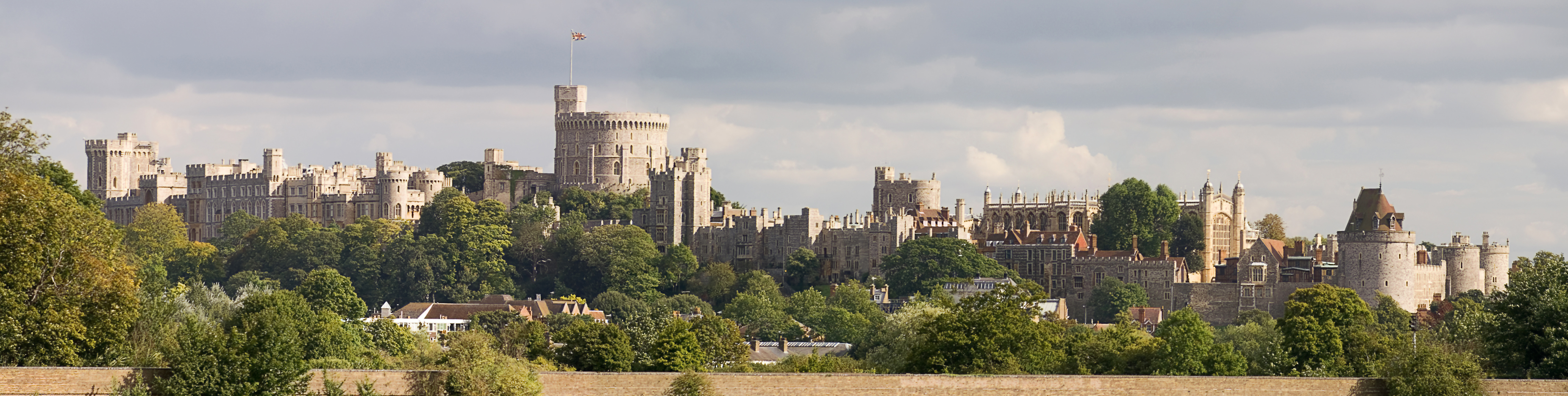
Le château de Windsor photographié depuis le nord avec de gauche à droite, la partie haute, la tour Ronde, la chapelle Saint-Georges, la partie basse et la tour Curfew.